# Battaglia delle Midway
La battaglia delle Midway (in inglese The Battle of Midway; in giapponese ミッドウェー海戦?, Middowē kaisen) fu combattuta durante la seconda guerra mondiale, tra il 4 e il 7 giugno 1942, presso le isole Midway, dove la Marina degli Stati Uniti respinse l'attacco della Marina imperiale giapponese. Quello che doveva essere il colpo di grazia alle forze statunitensi nel Pacifico, ormai logorate dalle numerose perdite, si trasformò nella più grande vittoria navale ottenuta dagli Stati Uniti durante la seconda guerra mondiale. Gli americani affondarono quattro grandi portaerei di squadra nemiche e segnarono in tal modo un punto di svolta nella guerra del Pacifico con l'arresto dell'avanzata nipponica.
Combattuta solo un mese dopo la battaglia del Mar dei Coralli, quella delle Midway fu la seconda battaglia navale della storia combattuta quasi completamente dalle forze aeree imbarcate sulle portaerei, senza contatto visivo tra le flotte contrapposte e senza scontri a fuoco tra navi di linea.
Le gravi perdite giapponesi di preziose portaerei e di piloti ben addestrati bloccarono ogni ulteriore loro avanzata e diedero il tempo alle forze statunitensi di passare alla controffensiva, grazie anche all'arrivo di nuove navi e aerei prodotti dal loro più potente apparato industriale. Con la successiva campagna di Guadalcanal sarebbe iniziata la lenta ritirata del Sol Levante in favore degli Alleati.

## Situazione strategica
Già nel gennaio 1942, mentre si sviluppava con notevole successo l'offensiva aeronavale-terrestre delle forze imperiali in Malaysia, Birmania, Filippine e Indie orientali olandesi, lo stato maggiore della Marina imperiale giapponese aveva iniziato a prendere in considerazione nuove opzioni operative per proseguire aggressivamente la guerra contro la potenza nordamericana e sfruttare la temporanea superiorità strategica e materiale ottenuta a seguito del riuscito attacco di Pearl Harbor.
La potente squadra di sei portaerei del viceammiraglio Chūichi Nagumo, la 1ª Flotta aerea altresì nota come Kidō Butai ("Forza mobile"), dopo il successo clamoroso del 7 dicembre 1941 si era dedicata a una nuova, prolungata crociera offensiva contro i possedimenti australiani nel Pacifico sud-occidentale (Nuova Guinea, isole Salomone, arcipelago di Bismarck); quindi il 19 febbraio 1942 completò il bombardamento di Darwin, sul continente stesso, prima di penetrare in aprile nell'Oceano Indiano colpendo l'isola di Ceylon e mettendo in fuga la debole Eastern Fleet britannica. Intanto, a Tokyo nei quartier generali della Marina e nella baia di Hiroshima, la sede del quartier generale della cosiddetta "Flotta combinata" – Rengō Kantai – dell'ammiraglio Isoroku Yamamoto, erano in corso discussioni sulla scelta degli obiettivi e dei piani d'attacco delle nuove operazioni. In particolare si confrontavano le idee del capo di stato maggiore di Yamamoto, contrammiraglio Matome Ugaki, favorevole a un nuovo attacco alle Hawaii per agganciare e distruggere finalmente le portaerei americane che costituivano ancora una minaccia e quelle del capitano di vascello Kameto Kuroshima, capo ufficio operazioni e propugnatore di un proseguimento della puntata nell'Oceano Indiano per conquistare Ceylon, minacciare l'India e ricercare il congiungimento con le altre potenze dell'Asse nella regione del Mar Rosso e della costa orientale africana. La variante operativa di Kuroshima fu rapidamente accantonata da Yamamoto, in primo luogo perché avrebbe esposto l'Impero giapponese alle manovre della Marina americana; inoltre egli non era in grado di vincere la resistenza dell'Esercito giapponese al piano di conquista di Ceylon e, infine, era conscio della mancanza di collaborazione strategico-operativa con gli alleati italo-tedeschi.

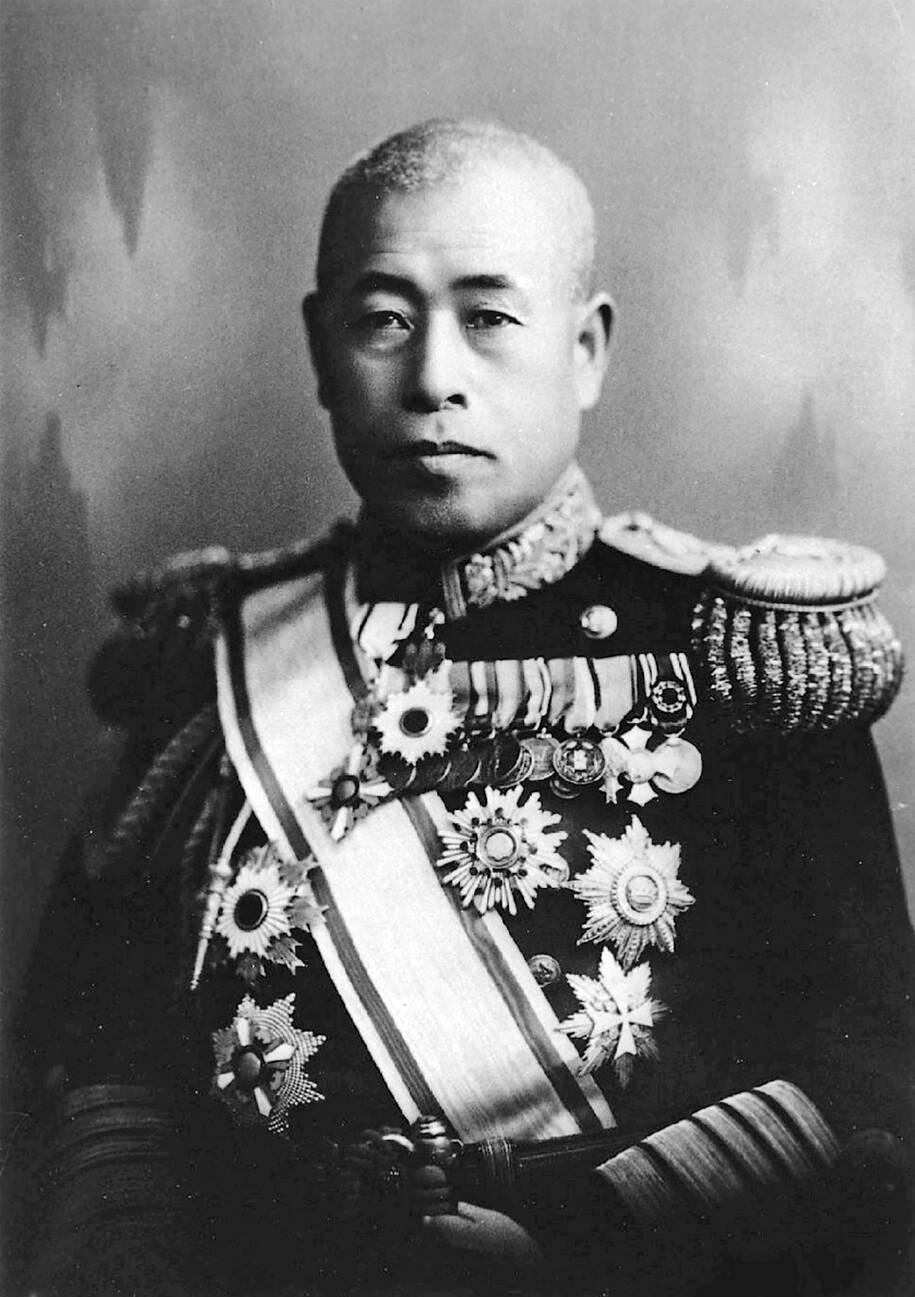
L'ammiraglio Isoroku Yamamoto, comandante in capo della Flotta combinata e ideatore del complesso piano di attacco alle isole Midway. Dopo tante vittorie, questa battaglia avrebbe segnato la sua prima grande sconfitta.

L'ammiraglio Yamamoto rimaneva deciso a distruggere le portaerei americane, considerate le più pericolose del nemico: una valutazione pienamente confermata dalle aggressive incursioni effettuate dalle Task Force statunitensi in febbraio e marzo contro le isole Marshall, Rabaul, Wake e Marcus. Pertanto optò alla fine, il 2 aprile 1942, per un'operazione combinata contro le Midway (prive delle forti difese terrestri e aeree presenti invece alle Hawaii) dove sarebbero state attirate e distrutte le unità più potenti della Marina nemica. Questo progetto (operazione Mi) incontrò l'opposizione del capo ufficio operazioni del Ministero della Marina, il contrammiraglio Shigeru Fukudome alle dipendenze del Ministro, ammiraglio Osami Nagano, che era favorevole, invece, addirittura a un'invasione dell'Australia. Le discussioni erano ancora in corso al momento dell'incursione aerea su Tokyo del 18 aprile 1942, condotta con bombardieri appartenenti all'Aeronautica Militare degli Stati Uniti, ma decollati dalla portaerei USS Hornet. Di fronte a questa dimostrazione offensiva, Yamamoto impose il suo punto di vista: architettare il più presto possibile una battaglia per distruggere le portaerei nemiche, anche se contemporaneamente fu decisa un'operazione secondaria in direzione della Nuova Guinea (manovra preliminare per isolare il continente australiano), la cosiddetta operazione Mo, che avrebbe originato la battaglia del Mar dei Coralli del 4-8 maggio. Intanto, il 5 maggio 1942, era stato diramato dallo stato maggiore della Marina imperiale l'ordine navale N. 18, che stabiliva definitivamente l'operazione contro Midway, da completare entro il 20 giugno in coordinamento con un'altra operazione secondaria contro le isole Aleutine occidentali. Furono così poste le premesse per una battaglia navale ritenuta la più importante della guerra del Pacifico.

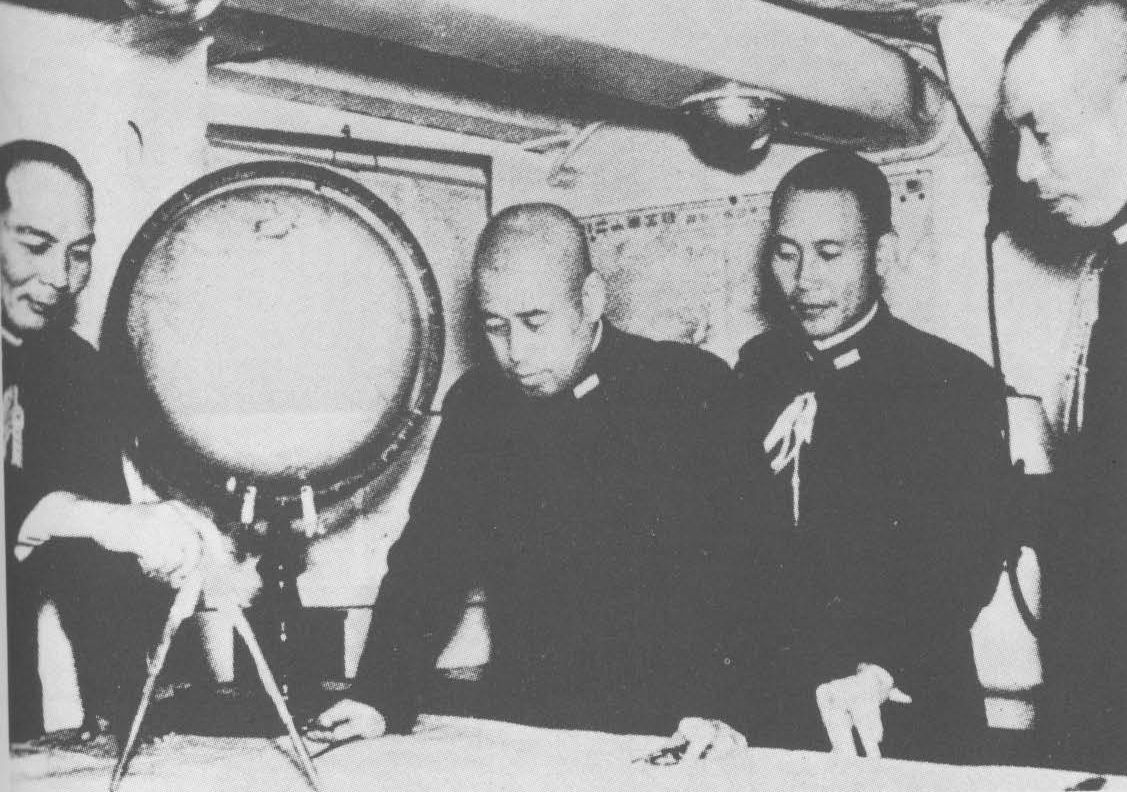
L'ammiraglio Yamamoto (al centro) attorniato da alcuni dei suoi collaboratori: da sinistra, gli ufficiali Ugaki, S. Fuji e Y. Watanabe

Il 27 dicembre 1941 l'ammiraglio Chester Nimitz aveva assunto il comando a Pearl Harbor della menomata Flotta del Pacifico in sostituzione dell'ammiraglio Husband Kimmel, esonerato dal comando per non aver saputo prevedere l'attacco a sorpresa del 7 dicembre, oppure, secondo l'opinione di diversi storici, per la necessità di esibire un capro espiatorio nei confronti dell'opinione pubblica. Di fronte alla vastità delle distruzioni e dei danni causati dall'attacco giapponese, erano ormai irrealizzabili i progetti offensivi inizialmente previsti dagli stati maggiori, detti War Plans Orange: si trattava di una parte del più ampio piano Rainbow 5 e prevedeva la conquista delle isole Marshall e Caroline.
L'ammiraglio Nimitz quindi dovette necessariamente ridursi a condurre rapide puntate di disturbo alle posizioni avanzate nipponiche per infastidire le offensive nemiche nelle Indie orientali, risollevare il morale degli equipaggi e dell'opinione pubblica in patria, nonché sperimentare e mettere alla prova la preparazione delle sue forze aeronavali, ancora digiune di reali operazioni belliche. A questo scopo disponeva ancora, dopo la totale messa fuori combattimento delle corazzate, delle sue tre moderne portaerei dotate di addestrati reparti aeronavali, sebbene meno esperti di quelli giapponesi: USS Enterprise, USS Lexington e USS Saratoga, opportunamente rinforzate dall'ammiraglio Ernest King (Comandante in capo della United States Navy) con la portaerei USS Yorktown trasferita con urgenza dall'Oceano Atlantico. Inoltre, nel marzo 1942, arrivò anche la nuova USS Hornet, la cui entrata in servizio sostituiva opportunamente la Saratoga, che era stata raggiunta da un siluro di un sommergibile giapponese l'11 gennaio 1942 e, perciò, costretta a lunghe riparazioni a Bremerton, Washington.
Le corazzate superstiti USS Tennessee, USS Pennsylvania e USS Maryland furono ritirate al sicuro nelle basi della costa occidentale di Bremerton, Alameda e San Diego, dove le raggiunsero le navi da battaglia USS Idaho, USS New Mexico, USS Colorado trasferite dall'Atlantico, oltre all'appena completata USS North Carolina. Al contempo le quattro portaerei americane condussero le loro puntate offensive, il raid su Tokyo e la battaglia del Mar dei Coralli, operazioni che, pur registrando la perdita della Lexington l'8 maggio 1942, diedero fiducia ed esperienza a marinai e aviatori della combattiva Marina americana. La situazione rimaneva tuttavia molto pericolosa per gli Alleati, a causa della netta superiorità numerica e qualitativa della flotta giapponese e delle possibili nuove offensive del nemico che avrebbero potuto mettere in pericolo le Hawaii, l'Australia e forse anche la costa occidentale statunitense.

## Pianificazione giapponese e contromisure americane

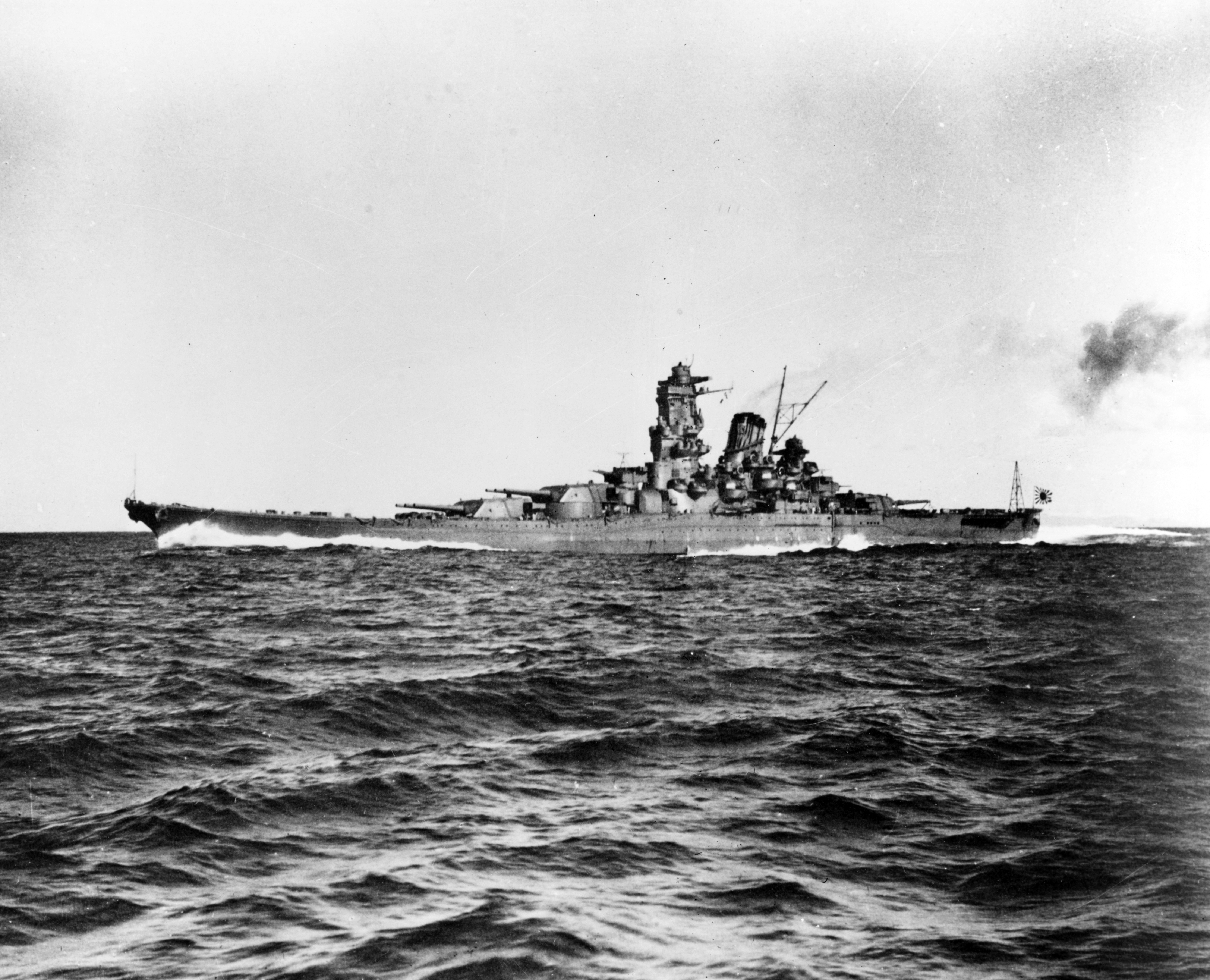
La gigantesca corazzata Yamato, nave ammiraglia di Yamamoto, avrebbe dovuto partecipare alla terza fase della operazione offensiva giapponese, ma non ebbe alcun ruolo nella battaglia delle Midway

Il piano d'operazioni per l'attacco alle isole Midway studiato dall'ammiraglio Yamamoto in collaborazione (a volte conflittuale) con i suoi collaboratori principali – contrammiragli Ugaki, Fukudome, Kusaka, viceammiragli Nagumo, Kondō; capitani di vascello Kuroshima e Watanabe – era, come quasi tutte le operazioni escogitate dai giapponesi, particolarmente complicato, e si articolava in una serie di manovre collegate e concatenate, da effettuare sincronicamente a migliaia di chilometri di distanza, allo scopo di attirare la flotta delle portaerei americane nell'area di Midway e distruggerla. A questo fine sarebbe stata mobilitata la quasi totalità della Marina giapponese divisa in varie squadre separate. In sintesi, si trattava di attirare una parte delle forze nemiche nella zona delle Aleutine mediante una manovra diversiva condotta dal viceammiraglio Boshirō Hosogaya con tre incrociatori pesanti (Nachi, Maya e Takao), due incrociatori leggeri (Kiso e Tama), quattordici cacciatorpediniere e due portaerei leggere (Ryujo e Junyo); attaccare e neutralizzare le difese aero-terrestri di Midway mediante l'impiego delle sei grandi portaerei di squadra dell'ammiraglio Nagumo veterane di Pearl Harbor, rafforzate da due corazzate, tre incrociatori e dodici cacciatorpediniere; quindi sbarcare sull'isola il contingente dell'Esercito imperiale giapponese, appoggiato dalla 2ª Flotta del viceammiraglio Kondō avente a disposizione due corazzate, nove incrociatori, diciannove cacciatorpediniere e una portaerei leggera. A questo punto era previsto che la flotta americana, di fronte alle notizie dell'attacco e dello sbarco alle Midway, sarebbe intervenuta in tutta fretta da Pearl Harbor trovandosi di fronte in attesa le portaerei di Nagumo, che, avendo già neutralizzato l'aviazione americana sull'isola, avrebbero attaccato in superiorità numerica le navi statunitensi a est di Midway. L'ultimo atto della battaglia avrebbe dovuto essere l'intervento diretto della squadra principale comandata personalmente da Yamamoto, con sette corazzate, tra cui la gigantesca Yamato, tre incrociatori, ventuno cacciatorpediniere e una portaerei leggera, la Hosho, che avrebbe assestato il colpo di grazia alla flotta nemica, già logorata dagli attacchi aeronavali, in uno scontro tradizionale tra artiglierie.

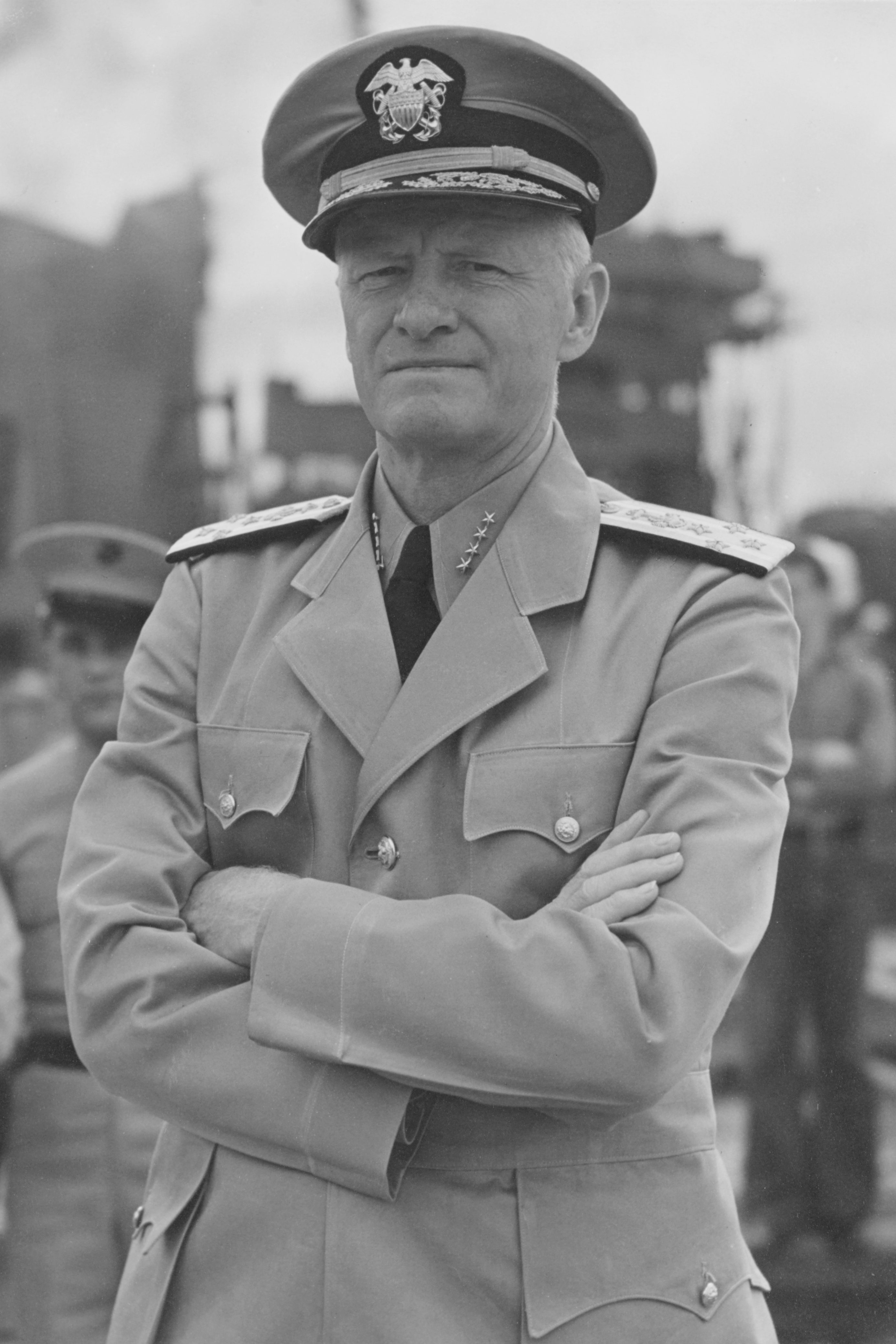
L'ammiraglio Chester Nimitz, grande riorganizzatore della Flotta del Pacifico e protagonista delle vittorie navali americane

Si trattava di un piano complesso e ingegnoso che, tuttavia, presupponeva una perfetta esecuzione nel tempo e nello spazio e, soprattutto, il mantenimento dell'assoluto segreto nei confronti del nemico. Un primo inconveniente si verificò dopo la battaglia del Mar dei Coralli: a causa delle importanti avarie delle moderne portaerei Shokaku e Zuikaku (di cui era inizialmente previsto l'impiego), la flotta mobile del viceammiraglio Nagumo si ridusse a quattro portaerei con 272 aerei a bordo, il che non gli avrebbe garantito la superiorità numerica prevista nei confronti delle controparti americane, rinforzate dall'aviazione presente sulle Midway. Il secondo e più grave inconveniente fu il catastrofico cedimento del sistema di sicurezza giapponese. I servizi segreti della Marina statunitense, in collaborazione con quelli olandesi e britannici, avevano fatto da tempo notevoli progressi nella decrittazione del supercifrato sistema principale di comunicazione della Marina nipponica, detto JN-25. Ad aprile divenne chiaro, dalla decrittazione di questo codice giapponese, che grosse operazioni strategiche erano imminenti: tuttavia rimaneva incerto dove avrebbero avuto luogo e, in questo clima, i servizi a Washington resero valutazioni di possibili, temuti attacchi alle Aleutine o alla stessa costa occidentale. Il capitano di fregata Joseph Rochefort, capo del servizio informazioni dell'ammiraglio Nimitz a Pearl Harbor, non ne era convinto ed escogitò un astuto stratagemma per svelare le intenzioni giapponesi; simulando un'avaria del sistema idrico delle Midway, il servizio informazioni riuscì a identificare con sicurezza il cosiddetto "obiettivo AF", presente nei messaggi avversari, proprio nelle isole Midway.
L'ammiraglio Nimitz decise di affidarsi alle deduzioni del suo ufficio informazioni, corroborate anche delle valutazioni strategiche generali dei suoi collaboratori. A partire dal 14 maggio aumentò in modo consistente le forze schierate alle Midway: l'aviazione presente sull'isola salì a 121 aerei, appartenenti al Corpo dei Marine, alla Marina o all'Aviazione dell'Esercito, compresa una squadriglia di bombardieri quadrimotori Boeing B-17 Flying Fortress; le difese terrestri furono potenziate e fu organizzato un accurato servizio regolare di ricognizione, esteso per 700 miglia a ovest delle isole, con gli efficienti idrovolanti Consolidated PBY Catalina.

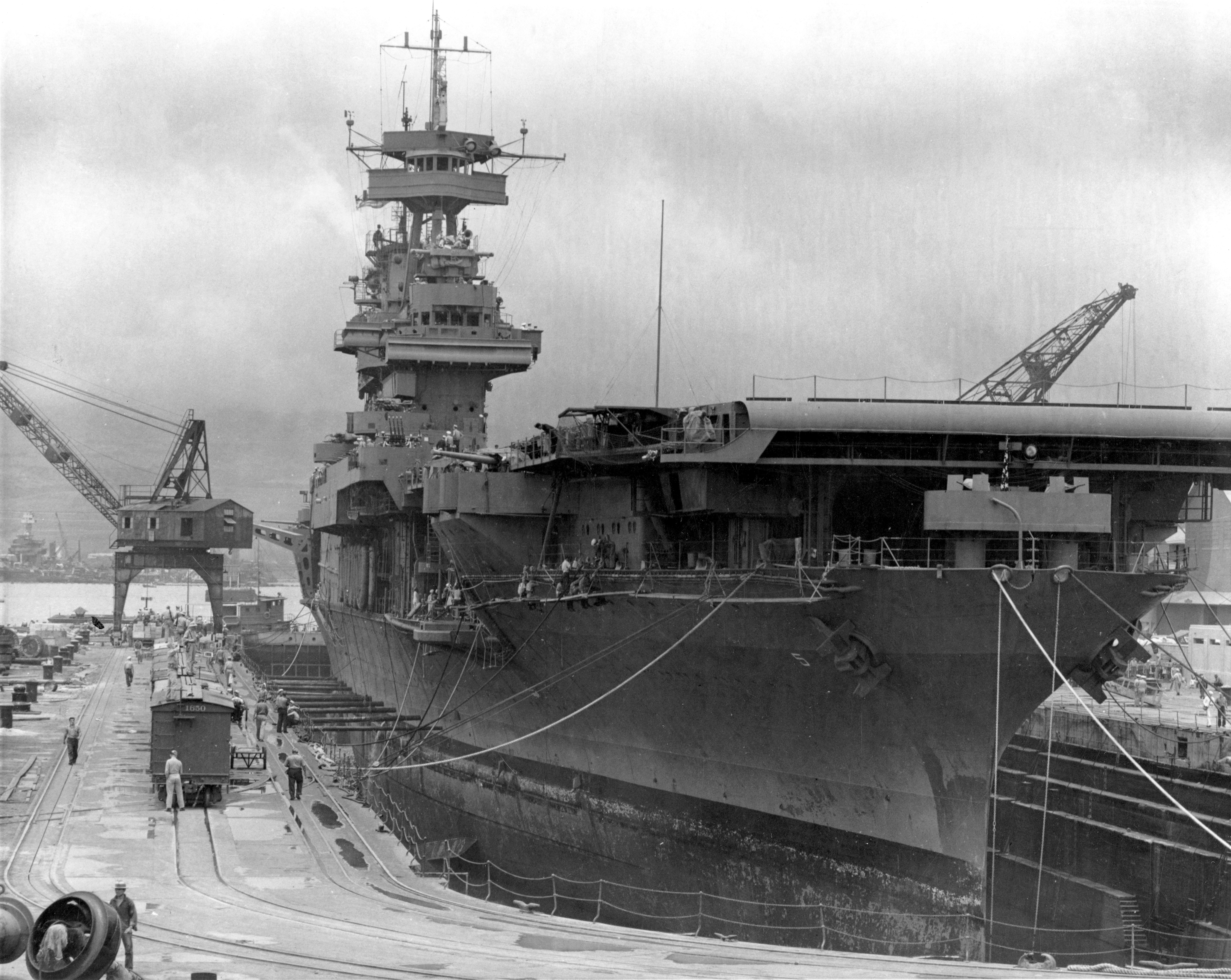
La portaerei USS Yorktown in riparazione dopo i danni subiti nella battaglia del Mar dei Coralli. Il 31 maggio avrebbe ripreso il mare verso le Midway.

Il 15 maggio, nel frattempo, nuove decrittazioni dei messaggi giapponesi permisero di ritenere imminente l'inizio della manovra nemica, quindi Nimitz il 20 organizzò le sue forze navali allo scopo di sorprendere le forze giapponesi a ovest dell'atollo: le portaerei Enterprise e Hornet vennero richiamate a Pearl Harbor (dove giunsero il 26 maggio), mentre la Yorktown, che al contrario della Lexington era sopravvissuta, per quanto duramente colpita, alla battaglia del Mar dei Coralli, arrivò a destinazione il 27 maggio. Grazie a un complesso lavoro organizzativo, le squadre di riparazione riuscirono a rendere operativa la portaerei in soli tre giorni invece dei novanta ritenuti inizialmente necessari e, quindi, già il 29 maggio le tre portaerei erano pronte a salpare verso le Midway. Contemporaneamente l'ammiraglio Nimitz organizzò anche una modesta squadra al comando del contrammiraglio Robert Theobald, costituita da due incrociatori pesanti, quattro incrociatori leggeri e dieci cacciatorpediniere, per contrastare una possibile minaccia alle Aleutine. Il 31 maggio, alle ore 09:00, la portaerei Yorktown con a bordo il contrammiraglio Frank Fletcher, comandante della Task force 17, salpò da Pearl Harbor per raggiungere le altre navi e le due portaerei Enterprise e Hornet, a loro volta riunite nella Task force 16 al comando del contrammiraglio Raymond Spruance. Il punto d'incontro, cosiddetto "Point Luck", era stato situato 325 miglia a nord-est di Midway. Nel complesso, le tre portaerei erano appoggiate da otto incrociatori pesanti e diciassette cacciatorpediniere e disponevano di 233 aerei imbarcati che, sommati ai 121 aerei di Midway, garantivano una certa superiorità numerica locale agli americani, rispetto alle troppo disperse forze aeronavali giapponesi.
A partire dal 26 maggio erano in mare anche le numerose squadre nipponiche destinate a eseguire la complessa operazione Mi, da cui l'ammiraglio Yamamoto si attendeva la vittoria decisiva: da Ominato, nel Giappone settentrionale, partì la forza destinata alle Aleutine, il 27 maggio le portaerei di Nagumo lasciarono la baia di Hashirajima, il 28 fu la volta della forza navale dell'ammiraglio Kondō destinata a sbarcare a Midway, infine il 29 maggio si mosse la squadra principale delle corazzate, con a bordo lo stesso Yamamoto.

## Ordine di battaglia

### Marina imperiale giapponese
Forza d'attacco portaerei (1ª Flotta aerea o Kidō Butai) (viceammiraglio Chūichi Nagumo)

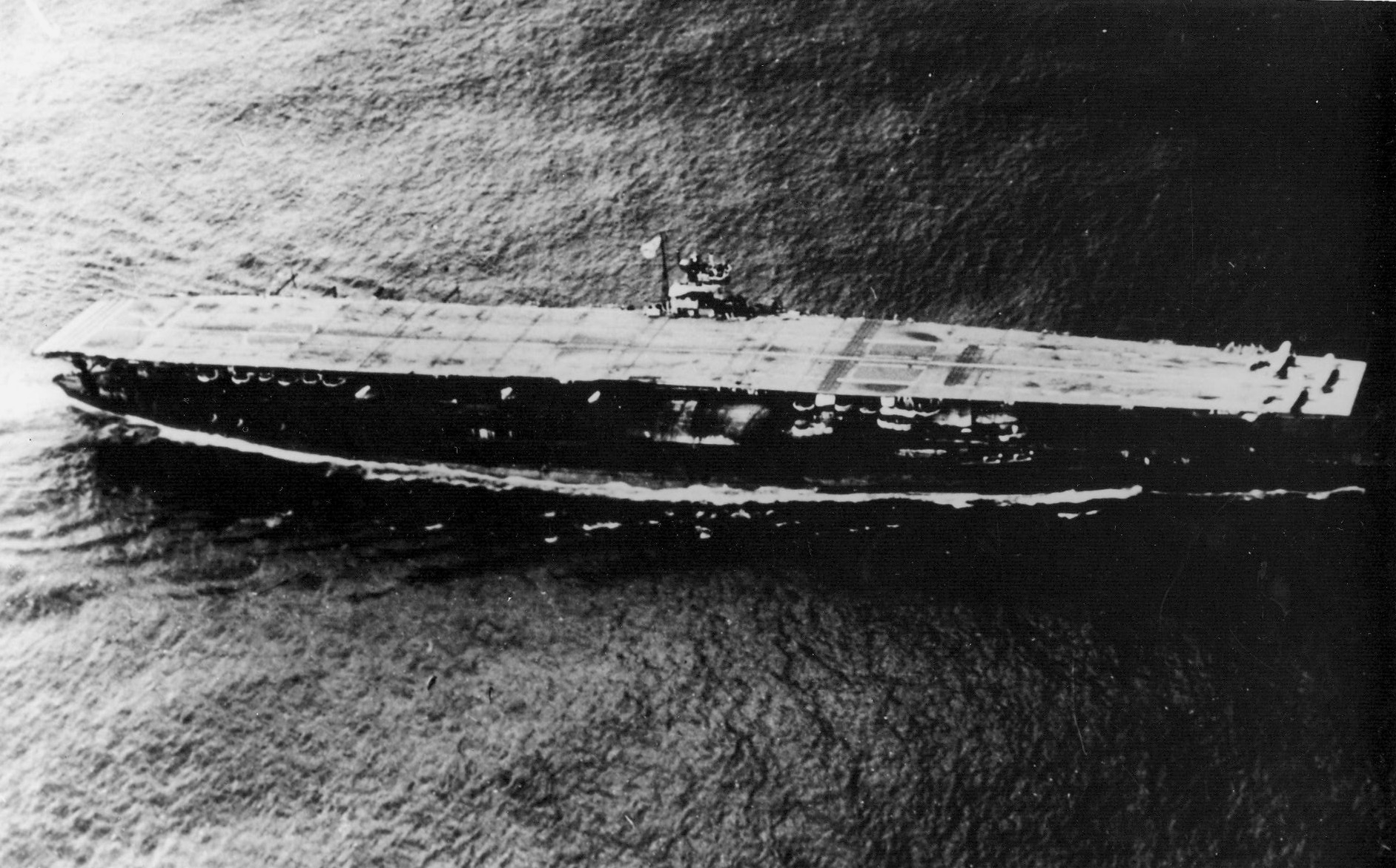
La portaerei ammiraglia Akagi

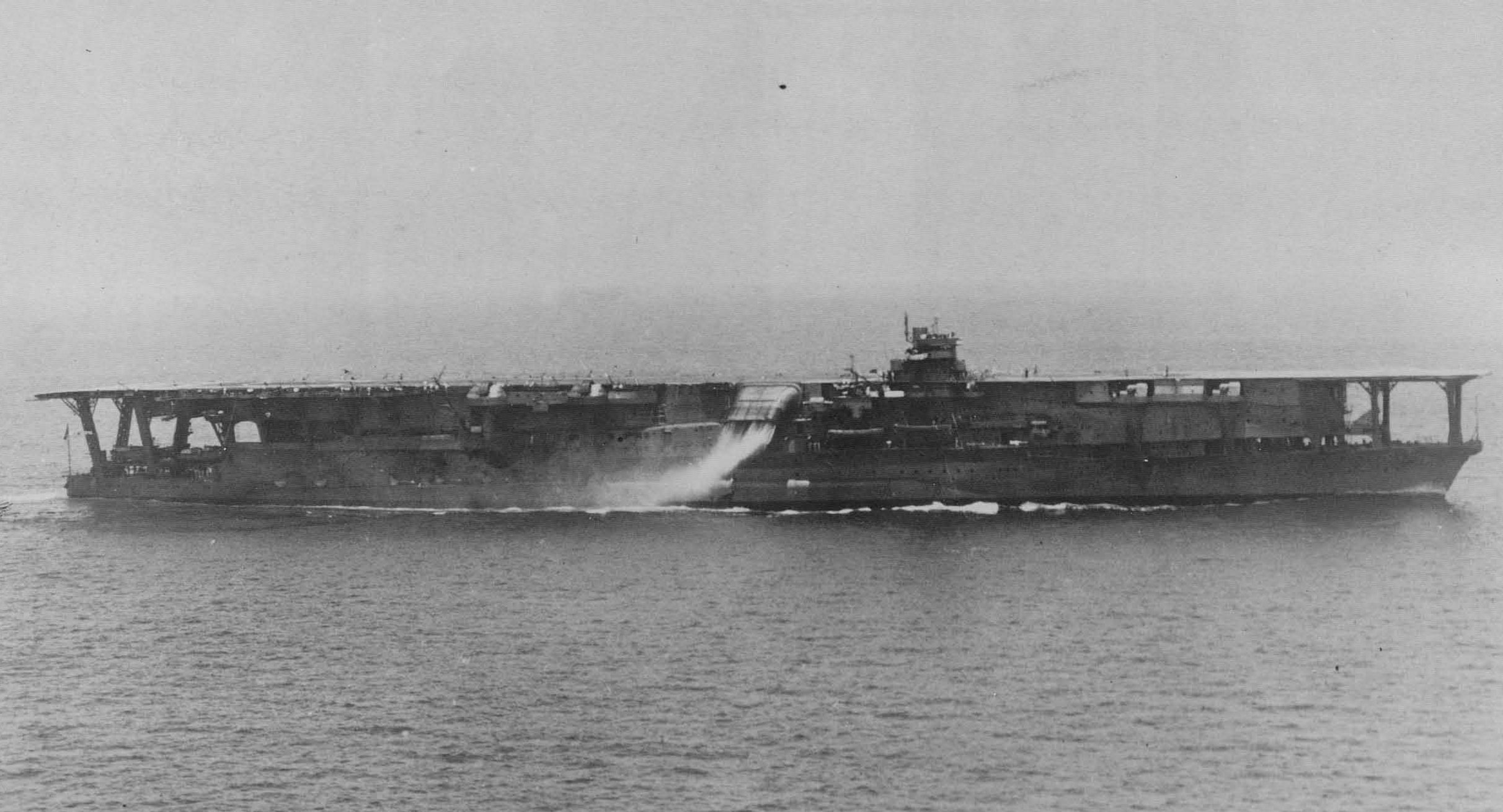
La portaerei Kaga

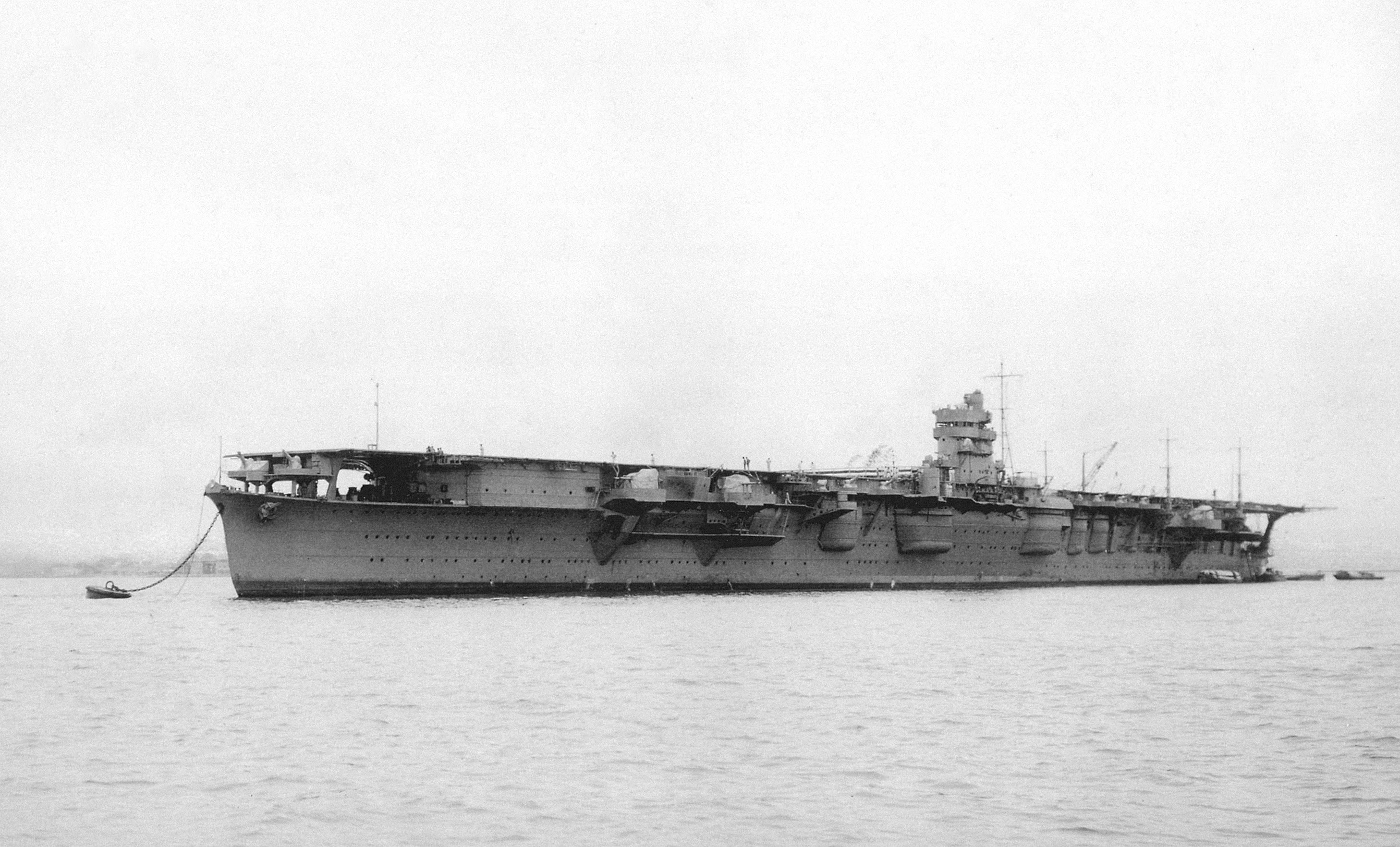
La portaerei Hiryu

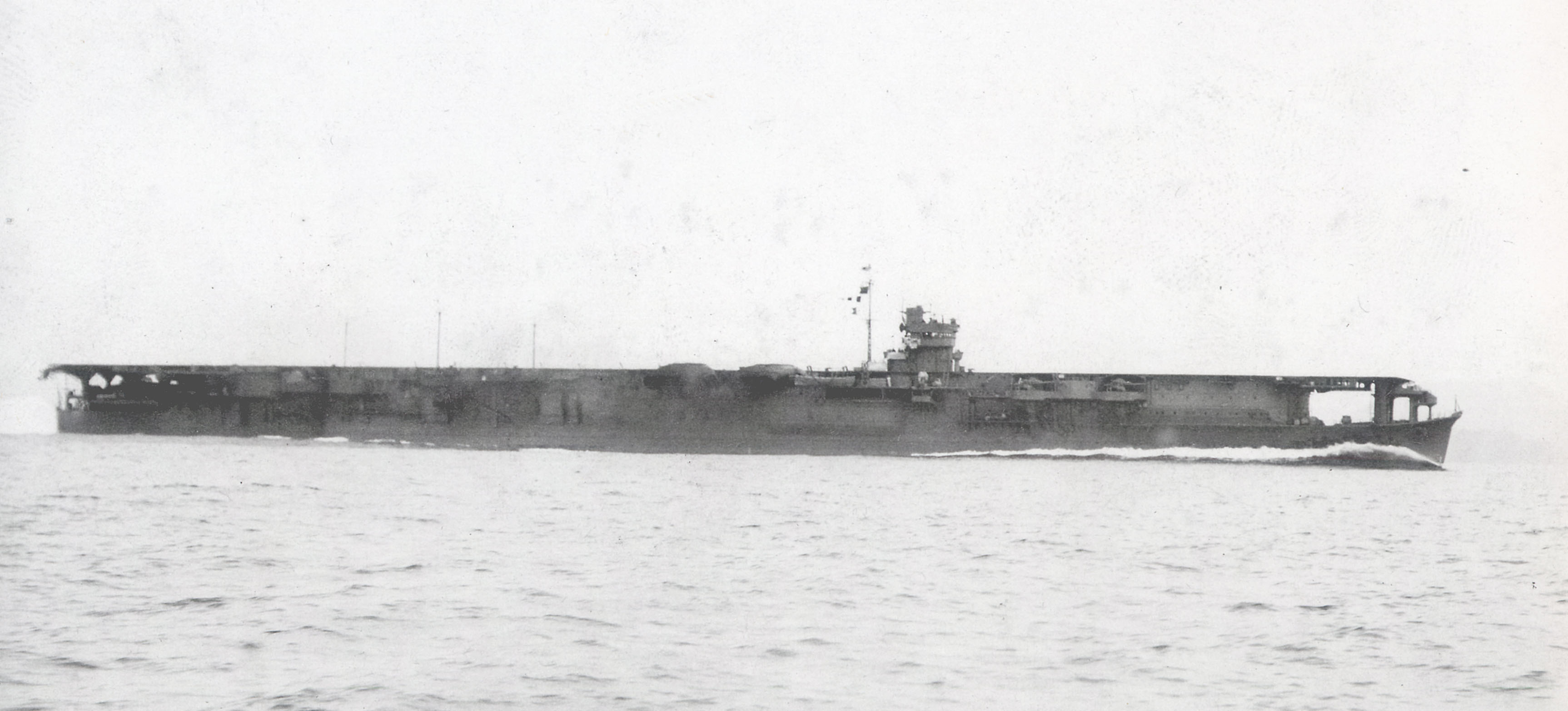
La portaerei Soryu

- 1ª Divisione portaerei (viceammiraglio Chūichi Nagumo)
  - Akagi (affondata) 67 aerei (capitano di vascello Taijirō Aoki)
    - Gruppo aereo: capitano di fregata Mitsuo Fuchida
      - Caccia (Kansen Buntai: Mitsubishi A6M "Zero"): capitano di corvetta Shigeru Itaya
      - Bombardieri in picchiata (Kanbaku Buntai: Aichi D3A "Val"): tenente di vascello Takehiko Chubaya
      - Aerosiluranti (Kankō Buntai: Nakajima B5N "Kate"): capitano di corvetta Shigeharu Murata

  - Kaga (affondata) 68 aerei (capitano di vascello Jisaku Okada)
    - Gruppo aereo: capitano di corvetta Tadashi Kusumi
      - Caccia (A6M Zero): tenente di vascello Masao Sato
      - Bombardieri in picchiata (D3A Val): tenente di vascello Shōichi Ogawa
      - Aerosiluranti (B5N Kate): tenente di vascello Ichirō Kitajima
- 2ª Divisione portaerei (contrammiraglio Tamon Yamaguchi)
  - Hiryu (affondata) 68 aerei (capitano di vascello Tameo Kaku)
    - Gruppo aereo: tenente di vascello Jōichi Tomonaga
      - Caccia (A6M Zero): tenente di vascello Shigeru Mōri
      - Bombardieri in picchiata (D3A Val): tenente di vascello Michio Kobayashi
      - Aerosiluranti (B5N Kate): tenente di vascello Rokurō Kikuchi

  - Soryu (affondata) 63 aerei (capitano di vascello Ryūsaku Yanagimoto)
    - Gruppo aereo: capitano di corvetta Takashige Egusa
      - Caccia (A6M Zero): tenente di vascello Masaharu Suganami
      - Bombardieri in picchiata (D3A Val): tenente di vascello Masahirō Ikeda
      - Aerosiluranti (B5N Kate): tenente di vascello Heijirō Abe
- 3ª Divisione navi da battaglia, 2ª sezione (contrammiraglio Tamotsu Takama)
  - Haruna
  - Kirishima
- 8ª Divisione incrociatori (contrammiraglio Hiroaki Abe)
  - Tone
  - Chikuma
- 10º Squadriglia cacciatorpediniere (contrammiraglio Susumu Kimura)
  - Nagara (incrociatore leggero)
  - 4ª Divisione cacciatorpediniere
    - Nowaki
    - Arashi
    - Hagikaze
    - Maikaze

  - 10ª Divisione cacciatorpediniere
    - Kazagumo
    - Yugumo
    - Makigumo
    - Akigumo

  - 11ª Divisione cacciatorpediniere
    - Isokaze
    - Urakaze
    - Hamakaze
    - Tanikaze
- 5 unità di rifornimento

2ª Flotta/Forza di occupazione delle Midway (viceammiraglio Nobutake Kondō)
- 3ª Divisione corazzate, 1ª sezione (viceammiraglio Gun'ichi Mikawa)
  - Kongo
  - Hiei
  - Zuiho (portaerei leggera, 24 aerei)
  - Mikazuki (cacciatorpediniere di scorta)
- 4ª Divisione incrociatori, 1ª sezione (viceammiraglio Nobutake Kondō)
  - Atago
  - Chokai
- 5ª Divisione incrociatori (viceammiraglio Takeo Takagi)
  - Myoko
  - Haguro
- 4ª Squadriglia cacciatorpediniere (contrammiraglio Shōji Nishimura)
  - Yura (incrociatore leggero)
  - 2ª Divisione cacciatorpediniere
    - Murasame
    - Harusame
    - Yudachi
    - Samidare

  - 9ª Divisione cacciatorpediniere
    - Asagumo
    - Minegumo
    - Natsugumo
- 5 unità di rifornimento

Gruppo di appoggio ravvicinato (viceammiraglio Takeo Kurita)
- 7ª Divisione incrociatori (viceammiraglio Kurita)
  - Kumano
  - Suzuya
  - Mikuma (affondato)
  - Mogami
- 8ª Divisione cacciatorpediniere
  - Asashio
  - Arashio
- 1 petroliera
- 4 dragamine
- 3 cacciasommergibili
- 1 unità di rifornimento
- 2 navi da carico

Gruppo navi trasporto (contrammiraglio Raizō Tanaka)
- 2ª Squadriglia cacciatorpediniere (contrammiraglio Tanaka)
  - Jintsu (incrociatore leggero)
  - 15ª Divisione cacciatorpediniere
    - Oyashio
    - Kuroshio

  - 16ª Divisione cacciatorpediniere
    - Hatsukaze
    - Yukikaze
    - Amatsukaze
    - Tokitsukaze

  - 18ª Divisione cacciatorpediniere
    - Kasumi
    - Arare
    - Kagero
    - Shiranui

12 trasporti truppe (5 000 soldati)
3 pattugliatori
1 petroliera
Gruppo navi trasporto idrovolanti (contrammiraglio Ruitarō Fujita)
- 11ª Divisione portaidrovolanti (contrammiraglio Ruitarō Fujita)
  - Chitose
  - Kamikawa Maru
  - Hayashio (cacciatorpediniere di scorta)

1 pattugliatore
1ª Flotta/Gruppo principale (ammiraglio Isoroku Yamamoto)
- 1ª Divisione corazzate (ammiraglio Isoroku Yamamoto)
  - Yamato (ammiraglia di Yamamoto)
  - Nagato
  - Mutsu
  - Hosho (portaerei leggera, 8 aerei)
  - Yukaze
- 3ª Squadriglia cacciatorpediniere (contrammiraglio Shintarō Hashimoto)
  - Sendai (incrociatore leggero)
  - 19ª Divisione cacciatorpediniere
    - Isonami
    - Uranami
    - Shikinami
    - Ayanami

  - 20ª Divisione cacciatorpediniere
    - Amagiri
    - Yugiri
    - Shirakumo
    - Asagiri

Gruppo navi trasporto idrovolanti
- Chiyoda
- Nisshin

Gruppo d'appoggio distaccato dalla 1ª Flotta (viceammiraglio Shirō Takasu)
- 2ª Divisione corazzate (viceammiraglio Shirō Takasu)
  - Ise
  - Hyuga
  - Fuso
  - Yamashiro
- 9ª Divisione incrociatori (contrammiraglio Fukuji Kishi)
  - Kitakami
  - Oi

12 cacciatorpediniere
4 petroliere
5ª Flotta/Gruppo d'attacco nord (isole Aleutine) (viceammiraglio Boshirō Hosogaya)
Gruppo d'appoggio
- - Nachi (incrociatore pesante)

2 cacciatorpediniere
5 unità di rifornimento
- 4ª Divisione portaerei (contrammiraglio Kakuji Kakuta)
  - Ryujo, 37 aerei
  - Junyo, 45 aerei
- 4ª Divisione incrociatori, 2ª sezione
  - Maya
  - Takao

3 cacciatorpediniere
1 unità di rifornimento
Forza di occupazione delle Aleutine
- Abukuma
- Kiso
- Tama
- Asaka Maru
- Awata Maru

8 cacciatorpediniere
3 dragamine
3 trasporti truppe (2 800 soldati)
1 nave ausiliaria
6 sommergibili
1 nave appoggio idrovolanti
6ª Flotta/Gruppo avanzato (viceammiraglio Teruhisa Komatsu)
- 3ª Squadriglia sommergibili
  - I-168, I-169, I-171, I-174, I-175
- 5ª Squadriglia sommergibili
  - I-156, I-157, I-158, I-159, I-162
- 13ª Squadriglia sommergibili
  - I-121, I-122, I-123

### United States Navy
Task Force 17 (contrammiraglio Frank Fletcher)
- Gruppo 17.5 (Gruppo portaerei)

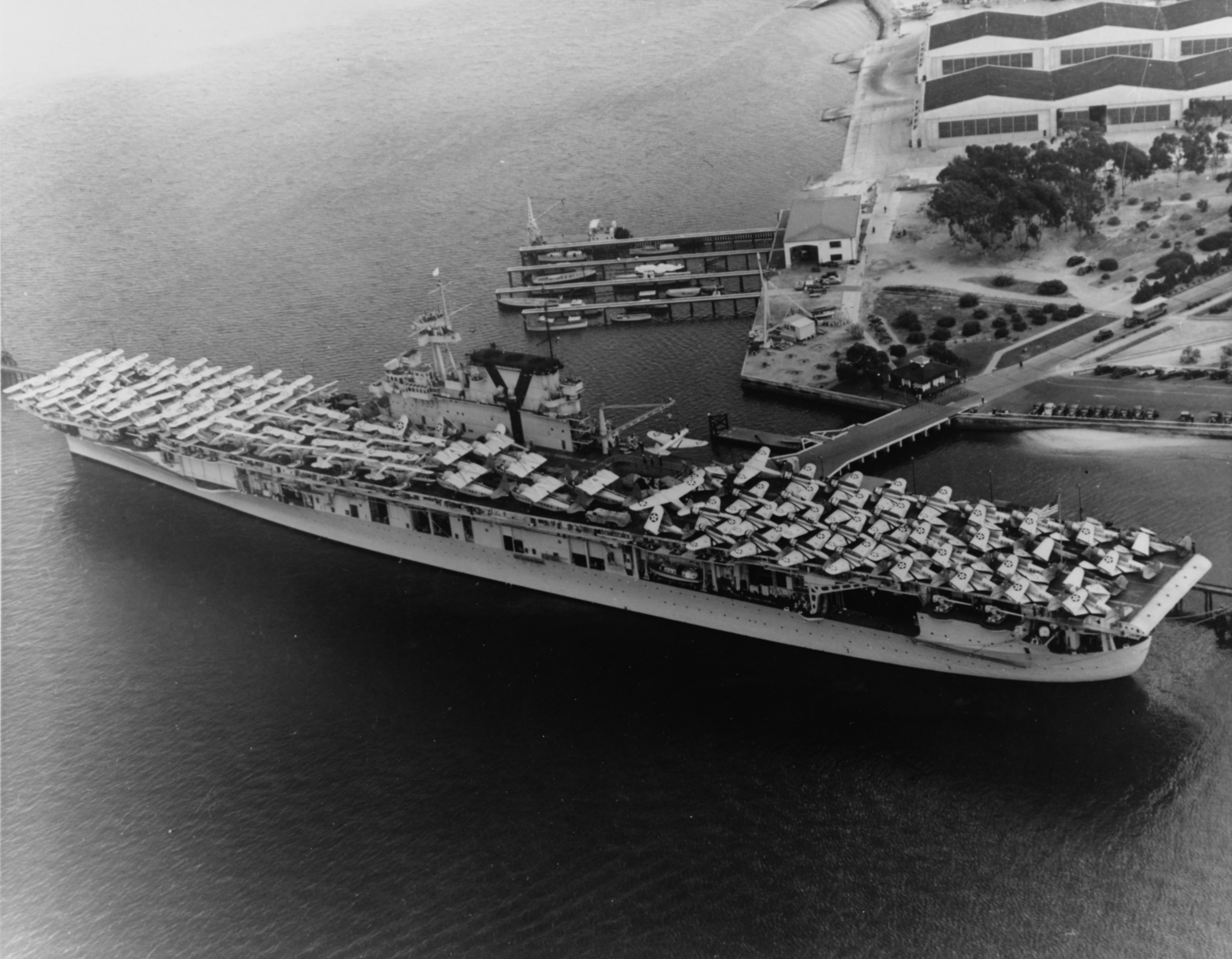
La portaerei Yorktown

  - USS Yorktown (affondata), 75 aerei (capitano di vascello Elliott Buckmeister)
    - Gruppo aereo: Lt. Cdr. (Lieutenant commander o capitano di corvetta) Oscar Pederson
      - VF3 (Vessel Fighting Squadron 3: caccia Grumman F4F Wildcat): Lt. Cdr. John Thach
      - VB3 (Vessel Bombing Squadron 3: bombardieri in picchiata Douglas SBD Dauntless): Lt. Cdr. Maxwell F. Leslie
      - VS5 (Vessel Scouting Squadron 5: ricognitori SBD Dauntless): Lt. (Lieutenant o tenente di vascello) Wallace C. Short
      - VT3 (Vessel Torpedo Squadron 3: aerosiluranti Douglas TBD Devastator): Lt. Cdr. Lance E. Massey
- Gruppo 17.2 (Gruppo incrociatori) (contrammiraglio Smith)
  - USS Astoria
  - USS Portland
- Gruppo 17.4 (Gruppo cacciatorpediniere)
  - USS Hammann (affondato)
  - USS Anderson
  - USS Gwin
  - USS Hughes
  - USS Morris
  - USS Russell

Task Force 16 contrammiraglio Raymond Spruance
- Gruppo 16.5 (Gruppo portaerei)

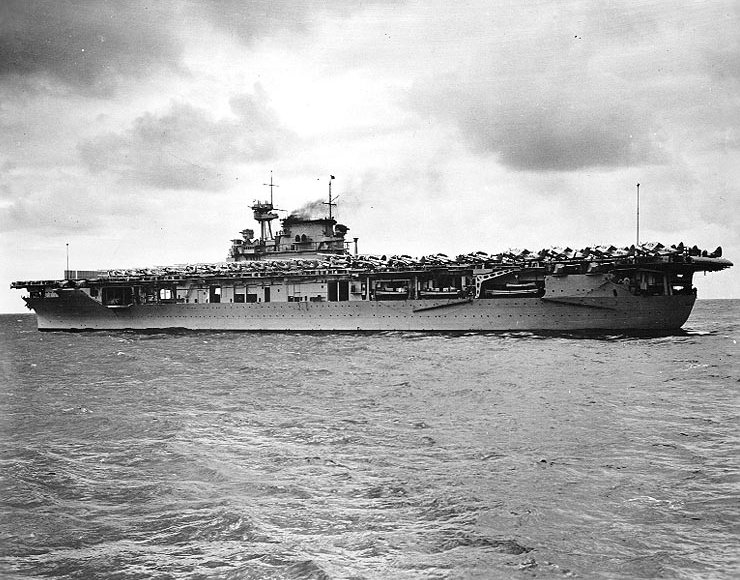
La portaerei Enterprise

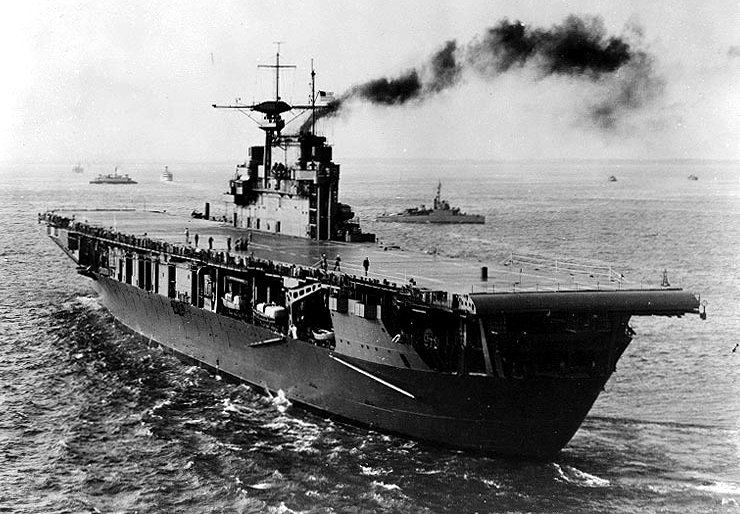
La portaerei Hornet

  - USS Enterprise, 79 aerei (capitano di vascello George Murray)
    - Gruppo aereo: Lt. Cdr. Wade McClusky
      - VF6 (caccia F4F Wildcat): Lt. James S. Gray Jr.
      - VB6 (bombardieri in picchiata SBD Dauntless): Lt. Richard Halsey Best
      - VS6 (ricognitori SDB Dauntless): Lt. W. Earl Gallaher
      - VT6 (aerosiluranti TBD Devastator): Lt. Cdr. Eugene E. Lindsey

  - Hornet, 79 aerei (capitano di vascello Marc Mitscher)
    - Gruppo aereo: Cdr. (Commander o capitano di fregata) Stanhope C. Ring
      - VF8 (caccia F4F Wildcat): Lt. Cdr. Samuel G. Mitchell
      - VB8 (bombardieri in picchiata SBD Dauntless): Lt. Cdr. Robert R. Johnson
      - VS8 (ricognitori SDB Dauntless): Lt. Cdr. Walter F. Rodee
      - VT8 (aerosiluranti TBD Devastator): Lt. Cdr. John C. Waldron
- Gruppo 16.2 (Gruppo incrociatori) (contrammiraglio Thomas Kinkaid)
  - USS Atlanta
  - USS Minneapolis
  - USS New Orleans
  - USS Northampton
  - USS Pensacola
  - USS Vincennes
- Gruppo 16.4 (Gruppo cacciatorpediniere)
  - USS Phelps
  - USS Worden
  - USS Monaghan
  - USS Aylwin
  - USS Balch
  - USS Conyngham
  - USS Benham
  - USS Ellet
  - USS Maury
- Gruppo petroliere
  - USS Cimarron
  - USS Platte
  - USS Dewey (cacciatorpediniere)
  - USS Monssen (cacciatorpediniere)

Sommergibili (contrammiraglio Robert English)
- Gruppo 7.1
  - USS Cachalot
  - USS Flying Fish
  - USS Tambor
  - USS Trout
  - USS Grayling
  - USS Nautilus
  - USS Grouper
  - USS Dolphin
  - USS Gato
  - USS Cuttlefish
  - USS Gudgeon
  - USS Grenadier
- Gruppo 7.2
  - USS Narwhal
  - USS Plunger
  - USS Trigger
- Gruppo 7.3
  - USS Tarpon
  - USS Finback
  - USS Pike
  - USS Growler

Aviazione con base a Midway
- United States Navy (capitano di fregata Cyril Simard)
  - 32 PBY Catalina (ricognitori)
  - 6 Grumman TBF Avenger (aerosiluranti, distaccati dal VT8 della Hornet)
- United States Marine Corps (tenente colonnello Ira Kimes)
  - VMF-221 (maggiore Floyd B. Parks)
    - 20 Brewster F2A Buffalo (caccia)
    - 7 F4F Wildcat (caccia)

  - VMSB-241 (maggiore Lofton R. Henderson)
    - 11 Vought SB2U Vindicator (aerosiluranti)
    - 16 SBD Dauntless (bombardieri in picchiata)
- United States Army Air Force (Distaccamento della 7ª Forza aerea - generale Willis Hale)
  - 4 Martin B-26 Marauder (bombardieri bimotori)
  - 19 B-17 Flying Fortress (bombardieri pesanti quadrimotori)

Task Force 8 (contrammiraglio Robert Theobald) (nelle Aleutine e in Alaska)
Gruppo incrociatori pesanti
- USS Indianapolis
- USS Louisville

Gruppo incrociatori leggeri
- USS Nashville
- USS Honolulu
- USS St. Louis

Gruppo cacciatorpediniere
- USS Case
- USS Reid
- USS Gridley
- USS McCall
- USS Sands
- USS Kant
- USS Dent
- USS Humphreys
- USS Gilmer
- USS Talbot

## La battaglia

### Le prime manovre

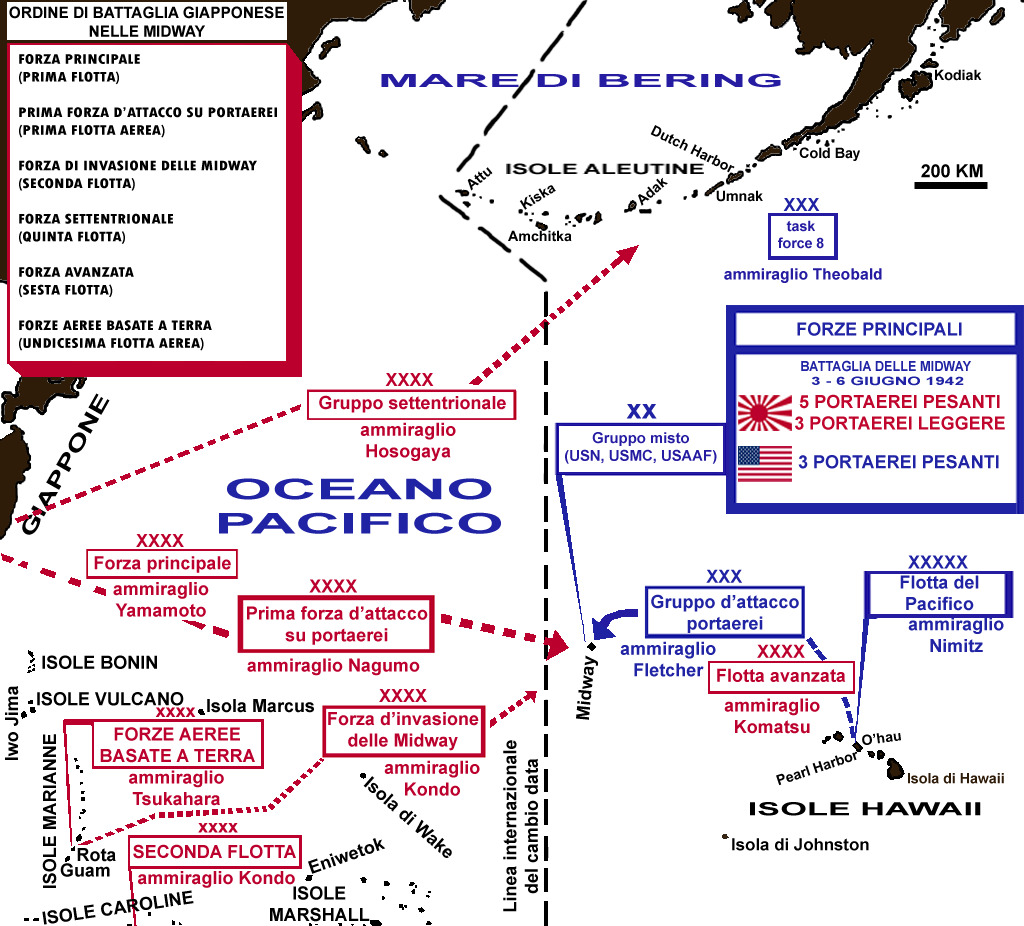
Mappa dei movimenti delle varie squadre navali giapponesi e delle portaerei americane nella battaglia di Midway

L'ammiraglio Nimitz correva un grosso rischio esponendo le sue preziose portaerei in un confronto diretto contro la flotta giapponese, molto più numerosa, ma confidava di poter cogliere di sorpresa il nemico, grazie alle vantaggiose informazioni di cui disponeva. Inoltre manteneva la piena fiducia nei suoi mezzi e negli equipaggi delle sue navi e dei suoi aerei, che riteneva superiori a quelli giapponesi.
A questo riguardo, nel complesso, l'ammiraglio aveva certamente una visione troppo ottimistica della situazione reale; in particolare l'aviazione di marina dell'ammiraglio Nagumo deteneva ancora, nei confronti degli americani, una chiara superiorità di addestramento: i piloti nipponici in questa fase della guerra avevano una media di 800 ore di volo ciascuno, rispetto alle 300 ore degli statunitensi e soprattutto vantavano una ricca esperienza dopo le formidabili dimostrazioni di forza a Pearl Harbor e nell'Oceano Indiano contro la Royal Navy e la RAF, successi che in ultimo avevano innalzato grandemente il morale dei reparti. Riguardo ai materiali, il caccia Mitsubishi A6M "Zero" era ancora superiore alle controparti Brewster F2A Buffalo e Grumman F4F Wildcat della Marina statunitense e del Corpo dei Marine. Inoltre i giapponesi erano anche più efficienti e veloci nelle manovre aeronavali con le portaerei ed erano in grado di portare in volo le formazioni aeree molto più rapidamente degli americani. Grandi vantaggi di questi ultimi erano invece la migliore organizzazione a bordo per il controllo degli incendi, per la riparazione dei danni e soprattutto la disponibilità del radar sulle navi maggiori e nelle isole Midway, che avrebbe permesso, durante la battaglia, individuazioni a distanza delle forze nemiche e l'opportuna organizzazione di schermi difensivi di caccia.
L'ammiraglio Yamamoto era cosciente della cruciale importanza di acquisire precise e tempestive notizie sulla posizione esatta e sui movimenti della flotta americana: pertanto aveva pianificato l'invio di un gruppo di sommergibili della 6ª Flotta del viceammiraglio Komatsu a ovest delle Hawaii, dove organizzare uno sbarramento protettivo da completare entro il 2 giugno o giorno N-5, con "N" indicante il giorno previsto della battaglia (ovvero il 7 giugno). Tale schieramento aveva lo scopo di individuare immediatamente le navi americane in uscita da Pearl Harbor. Inoltre era stato approvato anche l'impiego in una ricognizione sopra le Hawaii di due grandi idrovolanti Kawanishi H8K che, dopo essersi riforniti da sommergibili al grande atollo French Frigate Shoals, avrebbero sorvolato la base navale americana (operazione K).

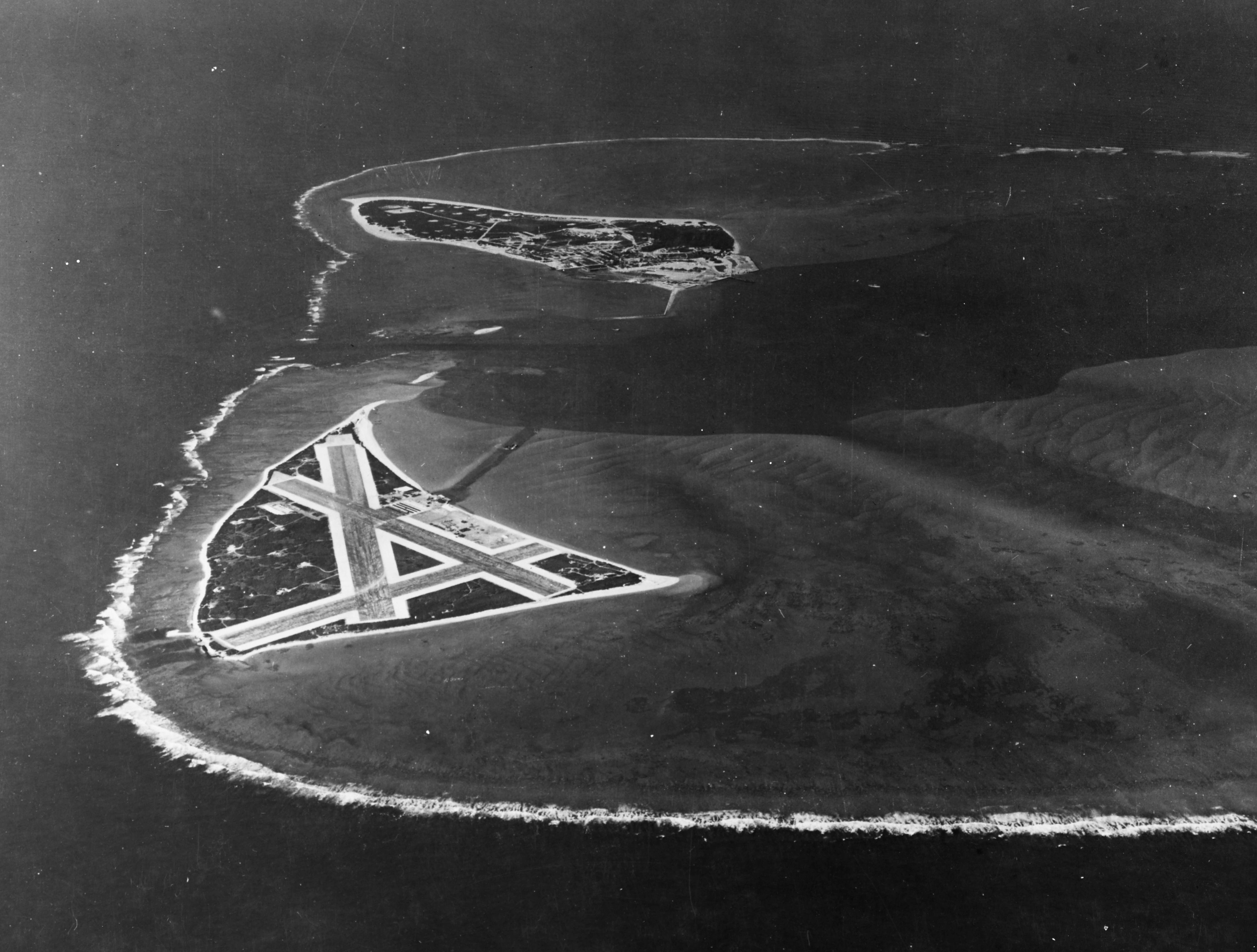
L'isola orientale di Midway nel 1941 con le piste di volo

Lo schermo dei sommergibili, per difficoltà tecniche, non venne completato fino al 3-4 giugno, quando la squadra delle portaerei americana (partita il 29 e il 31 maggio) era già passata non vista, per dirigere a nord di Midway. Quanto alla missione degli idrovolanti, venne annullata per la presenza al French Frigate Shoals di navi da trasporto nemiche che rendevano impossibile il rifornimento degli aerei da ricognizione. Qualche dubbio sorse al quartier generale di Yamamoto, imbarcato sulla Yamato, a causa del netto aumento delle intercettazioni radio di messaggi provenienti dalle navi americane, da parte dei potenti apparati disponibili sulla corazzata; tuttavia, per non rompere il silenzio radio e svelare la sua posizione, l'ammiraglio preferì non comunicare questa notizia (e nemmeno il fallimento della missione degli idrovolanti) alla squadra delle portaerei di Nagumo, che navigava molto più avanti.
Quindi Nagumo, ignaro, continuò a ritenere che l'operazione proseguisse secondo i piani e che si fosse raggiunta la certezza della presenza delle navi americane ancora ferme a Pearl Harbor. Inoltre a causa di grossi banchi di nebbia e di una vasta area di maltempo, la squadra delle portaerei (pur nascosta in questo modo alle rilevazioni nemiche) non poté effettuare per molti giorni ricognizioni autonome e continuò con rotta est-nord-est fino al 3 giugno. Infine, alle ore 10:30 di quel giorno, Nagumo accostò a sud-est puntando direttamente sulle Midway, mentre da sud-ovest si avvicinava la 2ª Flotta del viceammiraglio Kondō che copriva le navi da trasporto con le truppe da sbarco, partite da Truk nelle isole Caroline e da Guam nelle Marianne. Nel frattempo le due Task Force americane proseguivano con rotta nord-ovest per posizionarsi a nord di Midway e cogliere di sorpresa la squadra nemica e, dal 31 maggio, dagli isolotti erano state intensificate le ricognizioni per individuare le varie formazioni navali giapponesi. Il primo rilevamento si verificò alle ore 09:00 del 3 giugno a opera di un PBY Catalina guidato dal pilota Jack Reid: si era imbattuto nella squadra di Kondō, proveniente da sud-ovest.
Fu immediatamente organizzato un attacco aereo su questi bersagli con un gruppo di nove bombardieri B-17, che sganciarono gli ordigni alle 16:24 dalla quota di 4 000 metri senza, però, ottenere alcun successo. In tarda serata quattro Catalina muniti di siluri sferrarono un nuovo attacco e questa volta fu pesantemente colpita la petroliera Akebono Maru, ma le navi da guerra rimasero indenni. Queste notizie furono subito comunicate a Yamamoto e a Nagumo che quindi, ormai uscito dall'area di maltempo, posizionato secondo i piani a nord-ovest di Midway e pienamente cosciente della pericolosità dell'aviazione americana sulle isole, cominciò a organizzare l'attacco delle sue portaerei contro le difese americane, previsto per l'alba del 4 giugno. Per difetto di informazioni Nagumo, pur inquieto per la mancanza di notizie aggiornate sulla flotta avversaria, era ancora fiducioso e contava di eseguire con successo la missione, in attesa dell'arrivo del grosso della flotta con Yamamoto in persona.

### L'attacco aereo giapponese su Midway
Dalle ore 04:30 del 4 giugno il viceammiraglio Nagumo fece decollare la formazione d'attacco destinata a neutralizzare le difese americane di Midway, costituita da 36 bombardieri in picchiata D3A "Val", 36 bombardieri B5N "Kate" e 36 caccia A6M "Zero". Questa prima ondata era guidata dall'esperto tenente di vascello Joichi Tomonaga della portaerei Hiryu in assenza del protagonista di Pearl Harbor, capitano di fregata Mitsuo Fuchida, reduce da un intervento chirurgico per appendicite. Le squadriglie vennero individuate alle ore 05:53 dal radar installato a Midway e attaccate alle 06:16 dai caccia americani immediatamente decollati; si trattava di ventisette velivoli (venti obsoleti F2A Buffalo e sette F4F Wildcat) della squadriglia da caccia dei Marine VMF-221, guidati dal comandante maggiore Floyd B. Parks.
Tentando di sorprendere la massiccia formazione nemica, Parks fece salire a 5 600 metri i suoi caccia per sferrare un rapido attacco in picchiata, sfruttando la velocità di discesa dei suoi aerei (inferiori ai caccia giapponesi in uno scontro manovrato): la manovra non sorprese la potente scorta giapponese, agli ordini del tenente di vascello Masaharu Suganami, appartenente al gruppo imbarcato della portaerei Soryu. Molto più esperti e combattivi, i piloti giapponesi, in gran parte veterani di Pearl Harbor e delle altre operazioni aeronavali nell'Oceano Indiano, si gettarono in un accanito combattimento per proteggere le squadriglie di bombardieri; entro pochi minuti l'attacco fu respinto. Furono abbattuti quattordici Buffalo e tre Wildcat, compreso il velivolo del maggiore Parks che perse la vita insieme ad altri quattordici piloti americani, e gli aerei superstiti ritornarono a Midway pesantemente danneggiati, incapaci di riprendere il volo.

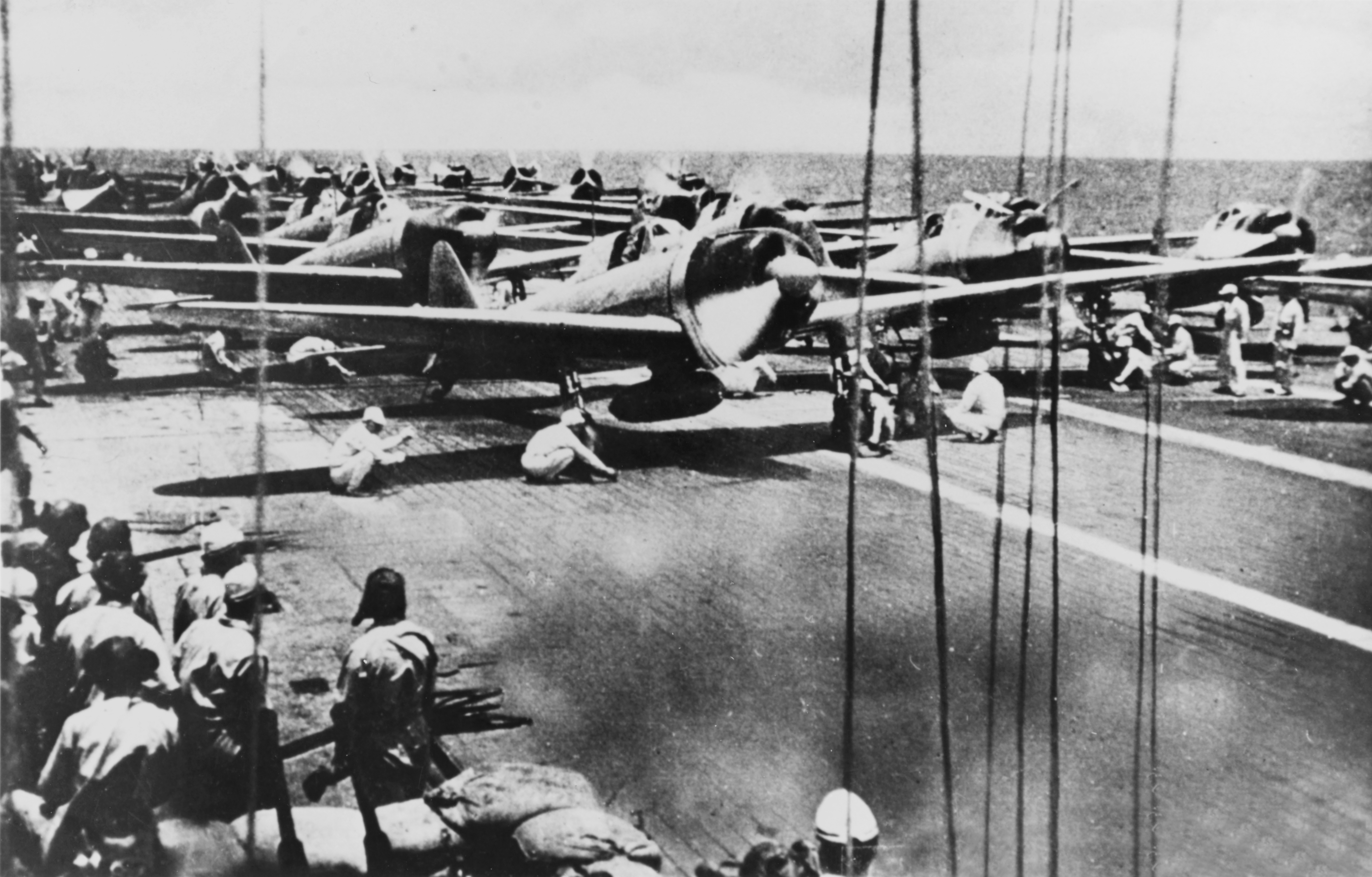
Caccia Zero pronti al decollo da una portaerei giapponese

Le perdite giapponesi furono minime, dato che la formazione perse in tutta l'incursione, compreso il bombardamento sull'isola, solo cinque apparecchi – due Val, un Kate e due Zero – si presume per la maggior parte a causa del fuoco contraereo da terra. Il tenente Tomonaga poté dunque proseguire indisturbato verso Midway e alle 06:35 lanciò il suo attacco: nonostante un intenso fuoco contraereo, i bombardieri nipponici colpirono duramente numerosi obiettivi e installazioni militari come la sede del comando, la centrale elettrica, i depositi di carburante, l'ospedale e le aviorimesse. Alle 06:50 gli aerei giapponesi interruppero l'attacco e cominciarono il volo di ritorno verso le portaerei: l'incursione era stata un successo e la formazione aveva subito lievi perdite, ma i risultati non erano stati decisivi. Le piste dell'aeroporto rimasero infatti agibili e Tomonaga era rimasto impressionato dall'inaspettata, accanita resistenza delle forze americane, frutto dell'impegno del comandante della base (capitano di fregata Ciryl T. Simard) e del tenente colonnello Harold Shannon (comandante delle truppe dei Marine): il tenente giapponese sollecitò dunque un immediato secondo attacco su Midway che, a suo parere, rimaneva un pericolo per la squadra nipponica.
Alle 05:53 il radar di Midway aveva rilevato per la prima volta la grande formazione aerea nemica in avvicinamento; senza attendere oltre (anche per non rischiare di far distruggere i propri velivoli fermi sulle piste) il capitano Simard aveva fatto decollare quasi tutta la sua aviazione, numerosa, ma di qualità disparata e non molto addestrata. Oltre ai caccia del maggiore Parks presero il volo sedici recenti bombardieri in picchiata SBD Dauntless e undici vecchi bombardieri in picchiata SB2U Vindicator della squadriglia dei Marine VMSB-241, quattro bimotori B-26 Marauder dell'Aeronautica dell'Esercito, sei nuovissimi aerosiluranti TBF Avenger, distaccati dalla squadriglia VT8 della portaerei Hornet e alla loro prima missione di guerra, e infine quindici bombardieri pesanti B-17 Flying Fortress del 92º Bomber Squadron, anch'esso parte delle forze aeree dell'Esercito.

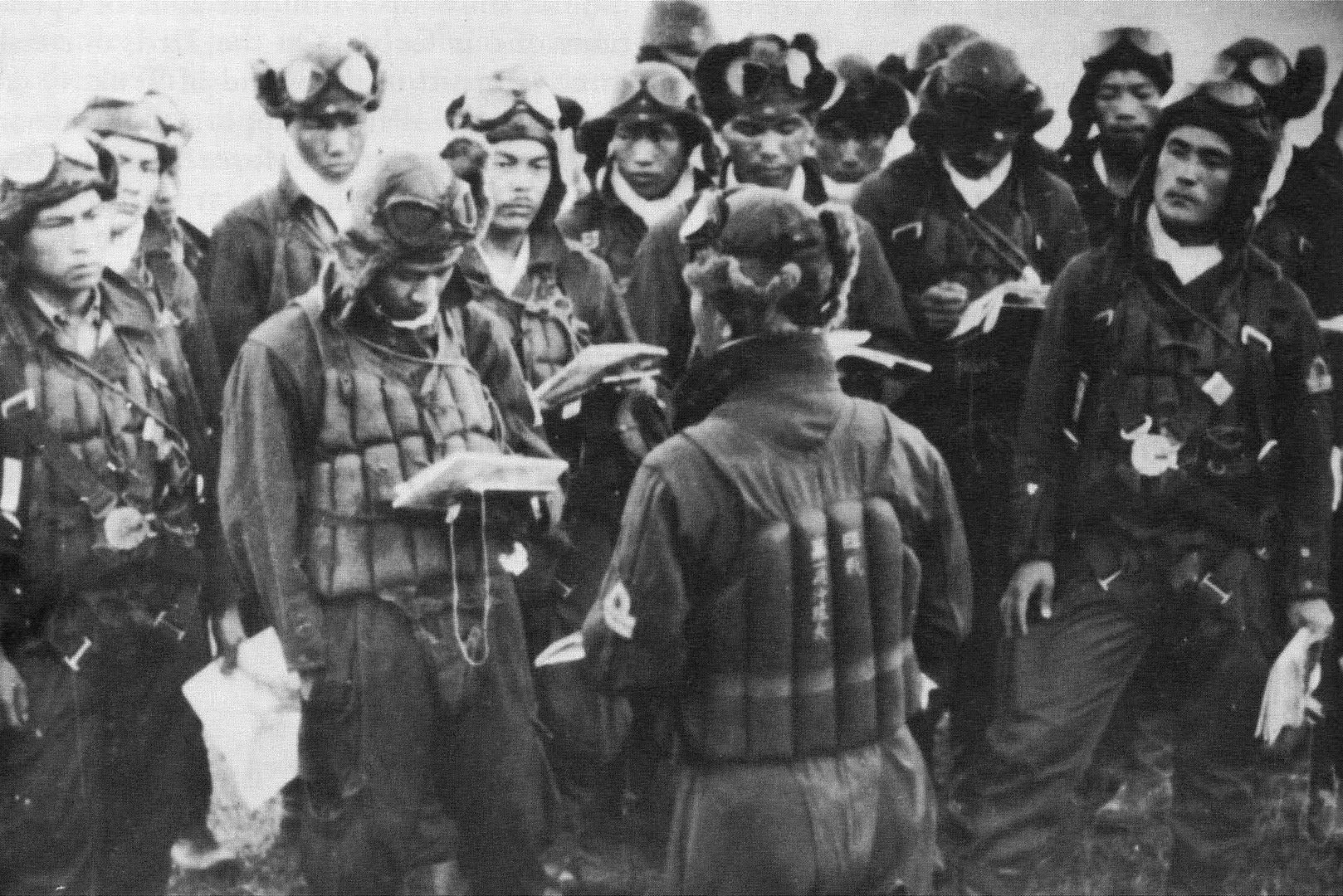
Gli esperti e aggressivi piloti giapponesi dei temibili Zero

Questi gruppi si succedettero sopra le portaerei nemiche a partire dalle ore 07:10, dopo essere stati guidati nella direzione giusta dal PBY Catalina decollato in precedenza da Midway; passarono all'attacco nonostante fossero totalmente privi di copertura caccia e sopra le navi giapponesi incrociassero le pericolose pattuglie aeree di combattimento degli Zero. Nagumo aveva infatti trattenuto una parte dei suoi caccia per proteggere la squadra navale.
L'attacco americano, piuttosto sconnesso e frazionato nel tempo, non ottenne alcun risultato e si trasformò in un massacro di fronte all'intenso fuoco contraereo e alla serrata caccia dei piloti giapponesi: cinque dei sei Avenger, che attaccarono per primi a pelo d'acqua, furono abbattuti, e due Marauder su quattro furono distrutti. Alle 07:55 comparvero i Dauntless, guidati dal maggiore Lofton R. Henderson. A causa della loro inesperienza attaccarono a volo radente e non in picchiata, prendendo di mira la portaerei Hiryu: gli Zero intervennero ancora, rischiando anche di incappare nella propria contraerea; otto bombardieri americani vennero abbattuti e tra i morti figurò lo stesso maggiore Henderson (a cui verrà intitolato a Guadalcanal l'omonimo aeroporto). Seguì un infruttuoso intervento ad alta quota dei quadrimotori B-17 del tenente colonnello Sweeney, che non furono molestati dai cannoni navali o dai caccia, ma che peraltro non inflissero alcun danno nonostante le entusiastiche rivendicazioni dei piloti. Un ultimo fallimentare attacco dei vecchi Vindicator costò agli americani ancora tre aerei. Gli attacchi statunitensi da Midway erano rovinosamente falliti con la perdita totale di trentacinque velivoli (quattordici F2A, tre F4F, otto Dauntless, cinque Avenger, due Marauder e tre Vindicator). Le formazioni aeronavali giapponesi avevano subito perdite trascurabili e avevano bombardato duramente l'isola, nessuna nave era stata colpita e la situazione di Nagumo sembrava decisamente favorevole mentre attendeva il rientro degli aerei di Tomonaga.

### Confusione nella flotta giapponese
In realtà la richiesta del tenente Tomonaga di sferrare un secondo attacco su Midway aveva già messo in grave imbarazzo il viceammiraglio Nagumo. Contemporaneamente al decollo dell'ondata d'attacco a Midway (ore 04:30), l'ammiraglio aveva fatto lanciare dalla nave da battaglia Haruna, dagli incrociatori pesanti Tone e Chikuma, dalle portaerei Kaga e Akagi anche otto idrovolanti leggeri da ricognizione, allo scopo di esplorare il mare per 350 miglia verso est, alla ricerca di eventuali squadre navali americane.
Alle ore 07:00 i rapporti degli idrovolanti (tranne quello del Tone, partito a causa di un'avaria con 45 minuti di ritardo e che non aveva ancora raggiunto il limite del settore esplorativo) comunicarono a Nagumo di non aver individuato alcuna unità navale americana; quindi il viceammiraglio decise di non utilizzare i 93 bombardieri della seconda ondata già pronti sui ponti di volo per un eventuale attacco antinave, ma di procedere a sostituire il loro armamento con bombe al posto dei siluri per sferrare il secondo attacco sull'isola, come sollecitato dal tenente Tomonaga. Di fronte ai violenti e ripetuti attacchi aerei contro la squadra giapponese provenienti da Midway (che evidenziavano la persistente pericolosità delle forze nemiche sull'atollo), e in mancanza di notizie sulla flotta americana che, secondo i piani di Yamamoto avrebbe dovuto essere ancora molto lontana, questa sembrò effettivamente la decisione più opportuna.

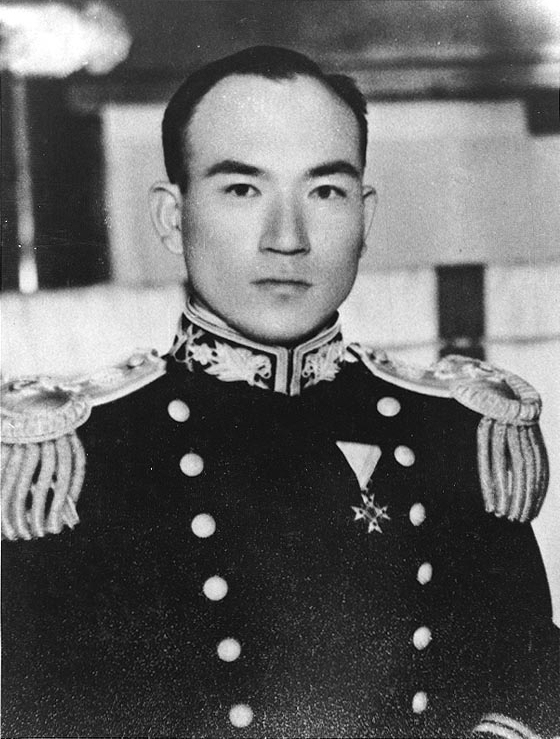
Il tenente di vascello Joichi Tomonaga, comandante dell'attacco su Midway e poi morto nel disperato attacco alla Yorktown

A partire dalle 07:15, quindi, sulle portaerei giapponesi si procedette alla sostituzione degli ordigni sugli aerei della seconda ondata, mentre la prima ondata di Tomonaga si stava avvicinando per gli appontaggi. Alle 07:48, tuttavia, si verificò il momento di svolta: l'idrovolante del Tone, segnalò inaspettatamente e inizialmente in modo abbastanza impreciso la presenza di navi nemiche nel suo settore, circa 240 miglia dalla squadra di Nagumo e a nord-ovest di Midway). Il comandante giapponese si trovò, quindi, di fronte a un grave dilemma: per prima cosa, alle 07:45, decise di sospendere la sostituzione dei siluri sugli aerei della seconda ondata e sollecitò l'idrovolante del Tone a proseguire e precisare meglio il rilevamento delle unità nemiche. Nuovi messaggi dell'idrovolante, alle 07:50 e soprattutto alle 08:20, svelarono la verità: il ricognitore segnalò la presenza di numerosi incrociatori e anche di una portaerei classe Yorktown.
A questo punto l'ammiraglio Nagumo si trovava con:
- una flotta americana con "... almeno una portaerei", pericolosamente vicina e opportunamente posizionata a nord-ovest di Midway;
- i caccia Zero tutti impegnati nel contrasto dei ripetuti attacchi aerei provenienti dall'isola oppure di ritorno con la prima ondata, bisognosi di rifornimento[72];
- la seconda ondata aerea ancora negli hangar impegnata a riarmarsi con siluri per sferrare un attacco antinave;
- trentasei bombardieri Val delle portaerei Hiryu e Soryu, già pronti ad attaccare la squadra americana (come ripetutamente richiesto dal comandante della Hiryu, contrammiraglio Tamon Yamaguchi), ma privi di scorta di caccia[69];
- la prima ondata del tenente Tomonaga in arrivo sulle portaerei a corto di carburante e con la necessità di appontare al più presto.

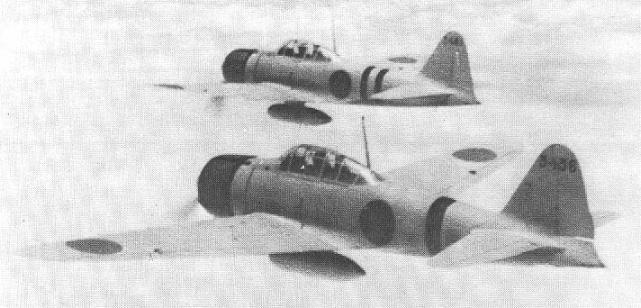
Una coppia di caccia Zero. A dispetto delle numerose vittorie durante la battaglia, non riuscirono a impedire la distruzione delle portaerei giapponesi.

Dopo notevoli perplessità e conflitti di opinione tra Nagumo, il suo capo di stato maggiore Kusaka e Yamaguchi, che spingeva per un attacco immediato con tutti gli aerei disponibili (indipendentemente da come fossero armati), Nagumo seguì i consigli del capitano di fregata Minoru Genda, in quel momento febbricitante e in cattive condizioni fisiche, ma altamente stimato per la sua esperienza nella condotta aeronavale dopo il successo di Pearl Harbor. Alle 08:30 il viceammiraglio decise di fare atterrare la prima ondata di Tomonaga, completare l'armamento della seconda ondata per un attacco antinave e quindi sferrare un attacco in forze contro la presunta portaerei americana individuata a nord-ovest di Midway. Dalle ore 08:37 alle ore 09:18 i rientri della prima ondata vennero completati e, nel frattempo, la seconda ondata fu riarmata e preparata. Per accelerare le operazioni le bombe smontate vennero accantonate frettolosamente nelle rimesse invece di essere stivate nei depositi corazzati; inoltre, per negligenza del personale e la frenetica attività, le manichette per il rifornimento di carburante vennero lasciate sui ponti di volo.
Rassicurato, Nagumo decise quindi di accorciare le distanze con la squadra navale nemica individuata, portando la sua squadra a 30 nodi di velocità e virando a sinistra in direzione nord-est, allo scopo di raggiungere una posizione tatticamente migliore per attaccare la portaerei americana. Poco prima aveva comunicato a Yamamoto, con un messaggio apparentemente tranquillizzante, l'inatteso avvistamento di una portaerei americana a nord di Midway.

### Fallimento dei primi attacchi delle portaerei americane
Mentre il viceammiraglio Nagumo, i suoi ufficiali e gli equipaggi sulle portaerei giapponesi erano impegnati nei frenetici sforzi per riorganizzare le proprie forze e prepararsi ad affrontare la squadra navale americana inaspettatamente individuata dal ricognitore del Tone, le portaerei statunitensi avevano già fatto decollare una grande formazione aerea d'attacco, che era ormai da quasi un'ora in volo alla ricerca della flotta nipponica. Fin dal 3 giugno, infatti, le Task force 16 e 17 erano state avvertite della prima individuazione delle navi giapponesi da parte dei ricognitori di Midway e il viceammiraglio Frank Fletcher, a capo della TF 17 e responsabile generale della flotta americana schierata a Midway perché più anziano di grado, aveva preferito attendere prima di passare all'attacco. Aveva dunque optato per una navigazione con rotta sud-ovest nell'intento di raggiungere, all'alba del 4 giugno, una posizione 200 miglia a nord di Midway da dove far decollare le sue squadriglie. Alle 04:30 di quel giorno, casualmente la stessa ora della partenza della prima ondata giapponese, aveva dato ordine di far decollare dalla portaerei Yorktown – sua nave ammiraglia – dieci SBD Dauntless in configurazione ricognitore, per esplorare un tratto di mare a ovest in collaborazione con i PBY Catalina già partiti dall'atollo. Alle ore 05:34 fu proprio uno dei Catalina che individuò le portaerei giapponesi, trasmettendo subito la comunicazione a Midway; la notizia arrivò anche sulla portaerei Enterprise, l'ammiraglia del contrammiraglio Raymond Spruance che guidava la Task Force 16 e sulla Yorktown. I Dauntless erano, invece, sulla via del ritorno senza aver rilevato nulla.
Alle 06:07 Fletcher decise di attendere il rientro dei suoi ricognitori, prima di sferrare l'attacco contro la flotta nemica, e ordinò contemporaneamente a Spruance di serrare a 25 nodi in direzione sud-ovest e attaccare appena possibile. Questi aveva fino ad allora avuto esperienza solo con formazioni di incrociatori ed era nuovo al comando di una squadra di portaerei; aveva dovuto rimpiazzare con urgenza il viceammiraglio William Halsey, al contrario grande esperto di tattica aeronavale, che però era stato colpito da una grave forma di psoriasi poco dopo il rientro dalla serie di veloci incursioni nel Pacifico centrale. Inaspettatamente Spruance mostrò, nella circostanza, notevole iniziativa e intuito e, consigliato anche dal suo energico capo di stato maggiore capitano di vascello Miles Browning, decise di far decollare subito la sua ondata d'attacco con un anticipo di due ore sui piani, senza aspettare di avvicinarsi di più alla presumibile posizione delle flotta giapponese (localizzata a oltre 200 miglia di distanza) e utilizzando i propri aerei al limite massimo della loro autonomia. Secondo alcune fonti i comandi statunitensi organizzarono i decolli sulla base di un accurato calcolo dei tempi di volo, contando di cogliere le portaerei giapponesi impreparate e con i ponti ingombri degli aerei della prima ondata di ritorno da Midway.
Alle ore 07:02, quindi, ebbe inizio il decollo della formazione d'attacco della Task force 16 ed entro le 08:06 erano in volo 116 apparecchi appartenenti alla Enterprise e alla Hornet; nel dettaglio:
Dalla Enterprise erano partiti:
- trentasette bombardieri in picchiata SBD Dauntless del VB6, capitano di corvetta C. Wade McClusky, che inoltre era a capo dell'intera formazione della portaerei
- quindici aerosiluranti TBD Devastator del VT6, capitano di corvetta Eugene E. Lindsey
- dieci caccia di scorta F4F Wildcat del VF6, capitano di corvetta James S. Gray

Dalla Hornet:
- trentacinque bombardieri in picchiata SBD Dauntless del VB8, capitano di fregata Stanhope C. Ring, che inoltre era a capo dell'intera formazione della portaerei
- quindici aerosiluranti TBD Devastator del VT8, capitano di corvetta John C. Waldron
- dieci caccia di scorta F4F Wildcat del VF8, capitano di corvetta Samuel G. Mitchell

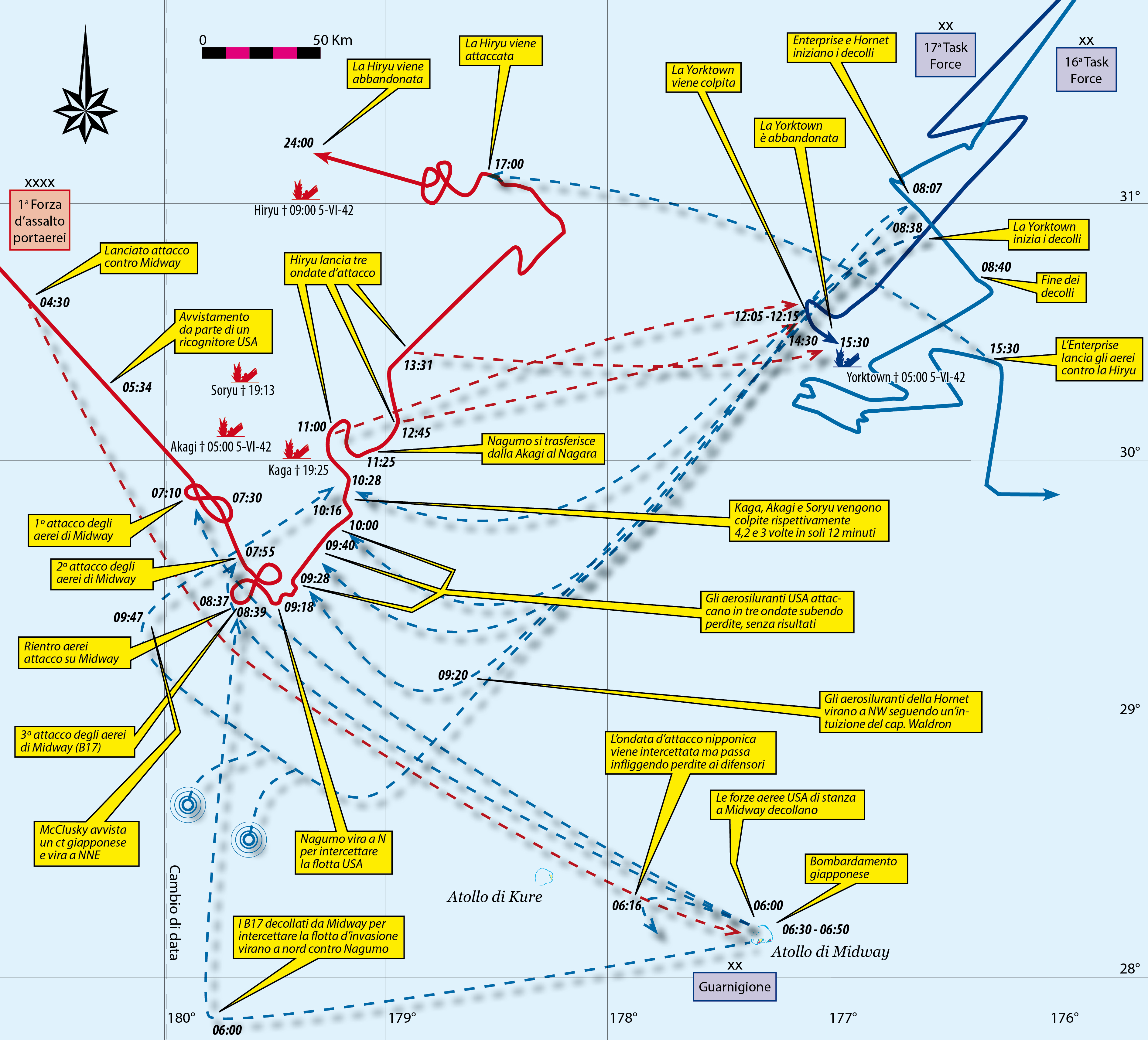
Carta delle azioni aeronavali del 4 giugno 1942

A causa della scarsa precisione delle informazioni fornite dal ricognitore e della variazione di rotta in direzione nord-est decisa da Nagumo, l'avvicinamento americano alle portaerei giapponesi risultò piuttosto difficoltoso e confuso. Solo l'intuizione del comandante Waldron permise fortunosamente alla maggior parte delle formazioni aeree americane di raggiungere l'obiettivo: egli infatti deviò dalla rotta stabilita verso nord e individuò casualmente alcune scie di cacciatorpediniere giapponesi, che lo condussero al grosso della flotta nemica. Tuttavia l'abbandono dei piani originari provocò ulteriore confusione e disgregò la tattica e la successione degli attacchi. In particolare i bombardieri del comandante Ring e i caccia di scorta del comandante Mitchell, entrambi della Hornet, deviarono verso sud per assenza di collegamenti radio efficienti con gli aerosiluranti di Waldron e, non trovando nulla, fecero ritorno alla propria portaerei. I caccia di scorta andarono invece incontro all'autodistruzione: i dieci Wildcat, pur dotati di serbatoi meno capienti, erano stati fatti decollare poco accortamente per primi e, quindi, avevano consumato parte del combustibile circuitando sulla portaerei in attesa che anche le altre squadriglie si portassero in formazione. Il risultato fu che esaurirono in volo la benzina residua e finirono tutti in mare, sebbene otto dei dieci piloti fossero poi stati recuperati dalle squadre di salvataggio americane.

I piloti dello VT8 (Torpedo Squadron 8, della portaerei Hornet), completamente distrutto nel primo attacco; il comandante John C. Waldron è il terzo uomo in piedi in seconda fila

Mentre le formazioni della Enterprise e della Hornet erano alla ricerca della flotta giapponese, alle ore 08:38 anche l'ammiraglio Fletcher aveva iniziato i decolli dopo aver recuperato i suoi ricognitori. Volendo mantenere un cospicuo numero di aerei di riserva, l'ammiraglio fece partire dalla Yorktown una formazione meno numerosa:
- diciassette bombardieri in picchiata SBD Dauntless del VB3, capitano di corvetta Maxwell F. Leslie, che inoltre era a capo dell'intera formazione della portaerei
- dodici aerosiluranti TBD Devastator del VT3, capitano di corvetta Lance E. Massey
- sei caccia di scorta F4F Wildcat del VF3,capitano di corvetta John S. Thach

Alle ore 09:30 i quindici aerosiluranti del comandante Waldron giunsero in vista della squadra navale giapponese, scesero a bassa quota e passarono subito all'attacco, nonostante la totale mancanza di copertura caccia e l'assenza di altre squadriglie americane, puntando sulla portaerei Akagi. Nonostante lo sprezzo del pericolo dimostrato dai piloti americani, la situazione tattica era senza speranza di vittoria: bersagliati da un intenso fuoco contraereo e attaccati subito da quasi trenta Zero delle pattuglie di protezione sopra le portaerei che, guidate dai tenenti di vascello Ayao Shirane (Akagi) e Shigeru Mōri (Hiryu), si lanciarono dall'alto all'inseguimento degli aerei nemici, tutti i Devastator furono abbattuti. I pochi siluri lanciati mancarono i bersagli, Waldron fu ucciso e dei trenta uomini degli equipaggi scampò solo il pilota George H. Gay.

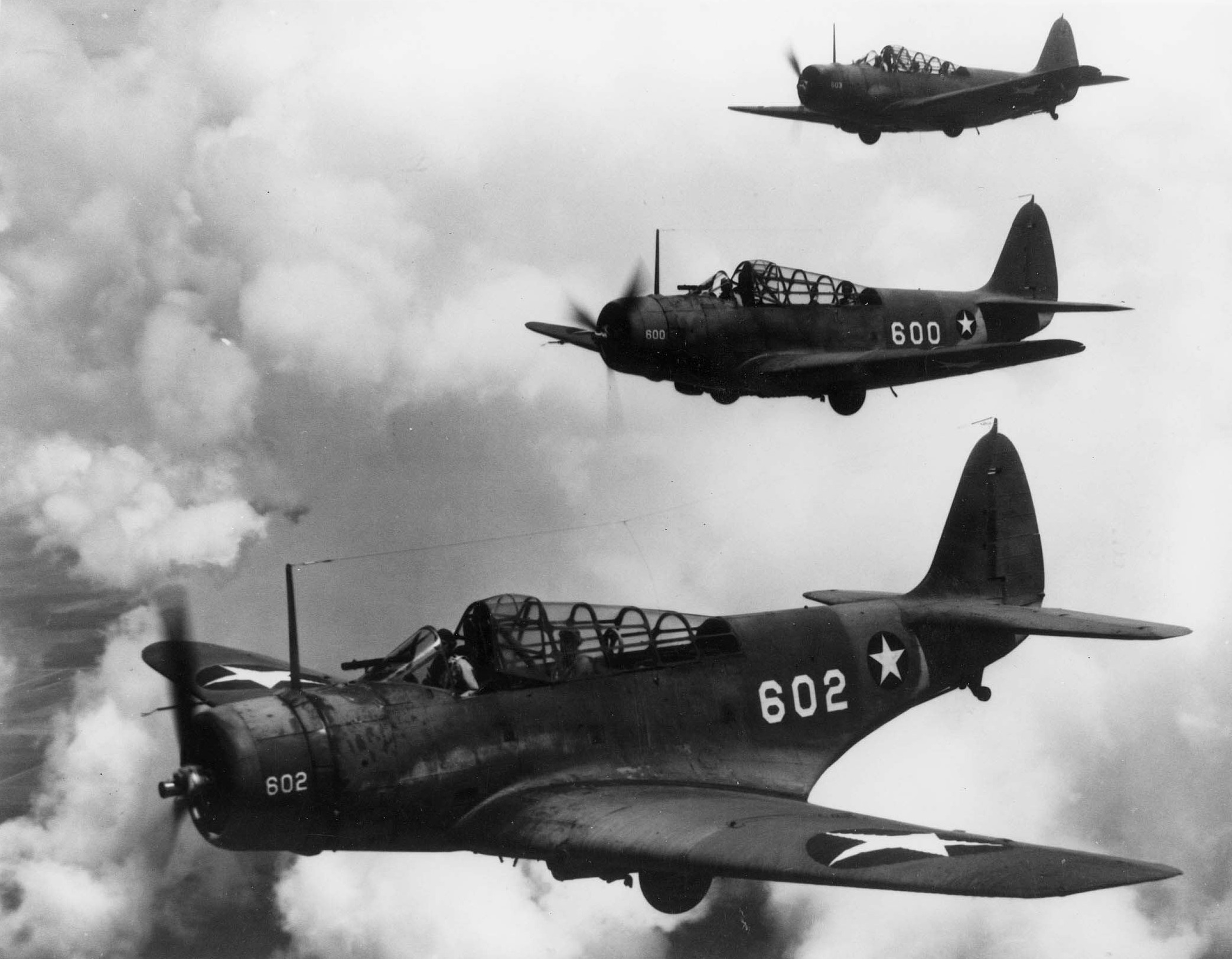
Tre aerosiluranti TBD Devastator in volo. Questi aerei subirono pesanti perdite durante la battaglia di Midway e vennero presto sostituiti dalla US Navy con i moderni TBF Avenger

Subito dopo il drammatico attacco del VT8, alle 09:35 comparvero altri aerei americani a nord della squadra giapponese: si trattava del VT6 della portaerei Enterprise, guidato dal comandante Lindsey. Questi aerosiluranti, avendo deviato a metà strada leggermente verso nord-ovest, giunsero direttamente da nord e manovrarono a semicerchio puntando in gran parte sulla portaerei Kaga. Lindsey, in precedenza, aveva concordato con il comandante James Gray capo del VF6 la collaborazione della caccia di scorta che, dopo aver volato ad alta quota, avrebbe dovuto intervenire, a un segnale convenuto, per proteggere gli aerosiluranti. Per difetto di comunicazione i caccia di Gray, invece, non entrarono in battaglia e rimasero ad alta quota in attesa di un messaggio del VT6 che non arrivò mai. Gli aerosiluranti di Lindsey affrontarono quindi da soli la reazione degli Zero – ventisette caccia più altri shōtai (sezioni costituite da tre aerei ciascuna) lanciati dalla Akagi e dalla Soryu, al comando del tenente Saburō Shindō e del tenente di vascello Iyozō Fujita. Il VT6 subì dure perdite e la Kaga, che essi avevano prescelto come bersaglio, manovrò con abilità riuscendo ad attirare gli aerei americani in una zona presidiata da numerosi caccia giapponesi. Dieci dei quattordici Devastator furono abbattuti in mare, i siluri lanciati non ottennero alcun risultato e i superstiti cercarono di ritornare sulle navi americane.
Al prezzo di soli tre Zero, persi durante il contrasto agli attacchi provenienti da Midway e dalle portaerei, i piloti giapponesi avevano praticamente distrutto due squadriglie di aerosiluranti (venticinque Devastator del VT8 e del VT6), organizzando una difesa apparentemente impenetrabile sopra le portaerei. In realtà questi continui interventi stavano logorando la difesa dei caccia, che iniziava a scarseggiare di carburante, e impedivano all'ammiraglio Nagumo di riorganizzare la sua flotta, impegnata in continue evoluzioni per evitare i siluri e quindi impossibilitata di continuo al lancio della prevista ondata di attacco contro le portaerei nemiche.

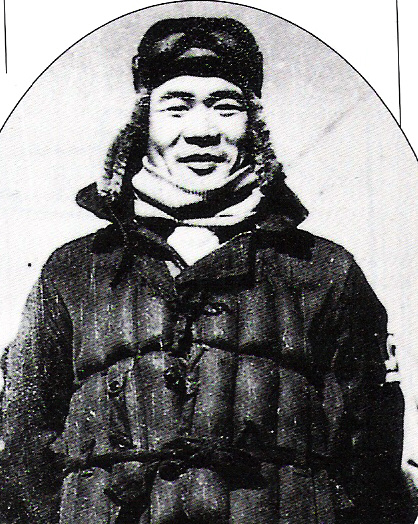
Il tenente di vascello Iyozō Fujita (portaerei Soryu), l'asso giapponese della battaglia delle Midway con dieci vittorie aeree rivendicate

Infatti, già alle ore 09:50, comparvero nuovi aerei statunitensi provenienti dalla portaerei Yorktown; pur essendo partiti molto in ritardo rispetto alle squadriglie della Task Force 16, i dodici TBD Devastator del VT3 del comandante Massey, avendo captato le conversazioni degli altri gruppi americani in fase di attacco, poterono dirigere con maggiore facilità verso la flotta giapponese e comparire quasi subito dopo il fallimento del VT6. Massey riuscì questa volta a coordinare l'attacco dei suoi aerei con i caccia Wildcat del VF3 (Fighting Squadron 3), guidati accortamente dall'abile capitano di corvetta John Thach. Ideatore di nuove tattiche per affrontare vantaggiosamente gli Zero giapponesi, egli riuscì a opporre loro una resistenza più dura e facilitò l'azione degli aerosiluranti.

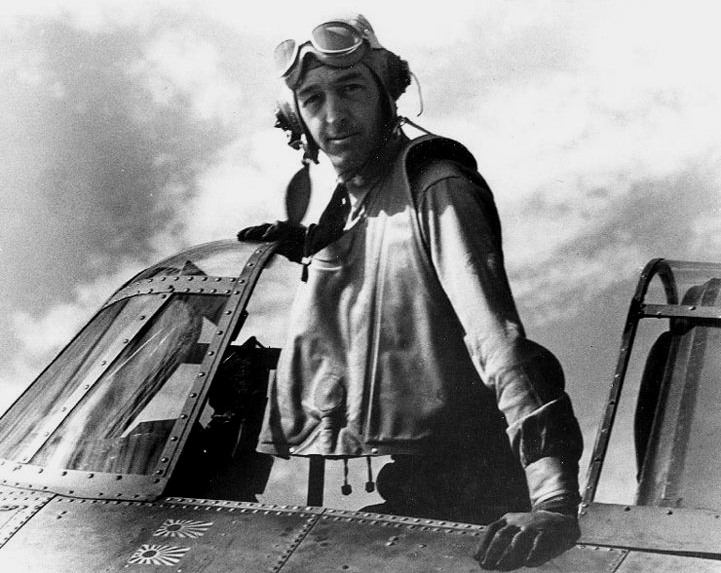
Il capitano di corvetta John Thach, grande innovatore delle tattiche dei caccia americani

A partire dalle 10:10 si scatenò una nuova mischia confusa sopra le portaerei giapponesi: gli aerosiluranti di Massey puntarono sulla Soryu e lanciarono alcuni siluri che tuttavia mancarono il bersaglio; la reazione degli Zero fu ancora efficace. La protezione aerea era stata nuovamente rafforzata con squadriglie decollate dalla Kaga e dalla Hiryu ed era salita a trentacinque caccia complessivi; sei furono distrutti dai Wildcat, che a loro volta subirono tre perdite, ma alla lunga la superiorità numerica e qualitativa degli aviatori giapponesi ebbe la meglio e gli Zero raggiunsero gli aerosiluranti statunitensi. Dieci su dodici furono abbattuti, compreso il velivolo di Massey che fu ucciso. Ancora una volta nessuna delle unità di Nagumo accusò danni e gli apparecchi delle pattuglie si dedicarono a inseguire i superstiti, rimanendo però a bassa quota nel timore che si presentassero altri stormi di aerosiluranti.
Alle 10:20 Nagumo, dopo aver respinto quest'ultimo attacco, apparentemente era ora padrone della situazione: pur lamentando la perdita di undici Zero, due Val e un Kate, le sue forze avevano bombardato Midway, sbaragliato l'aviazione americana basata sull'atollo e respinto con perdite gravissime gli attacchi degli aerosiluranti delle portaerei. Le perdite statunitensi fino a quel momento ammontavano a trentacinque velivoli di Midway e a trentotto appartenenti alle portaerei. Dei sette siluri lanciati non uno aveva raggiunto un bersaglio. Per quanto stupito dal coraggio e dalla tenacia dei violenti attacchi americani, nonché reso edotto della probabile presenza di più portaerei nemiche a causa del gran numero di aerei intervenuti, il viceammiraglio giapponese credeva di avere ora il tempo per sferrare il suo attacco decisivo contro la flotta americana. A questo scopo gli aerei, ormai pronti e armati, furono portati sui ponti di volo e riforniti di carburante per cominciare i decolli; si trattava di cinquantaquattro aerosiluranti Kate, trentatré bombardieri in picchiata Val e 15 caccia, una formazione che potenzialmente avrebbe potuto assestare un colpo durissimo alle Task force di Fletcher e Spruance. Pochi minuti più tardi iniziarono i primi sospirati decolli dell'ondata; le pattuglie dei caccia, cresciuti ancora fino a 40 aerei con l'aggiunta di altri shōtai e guidati dai tenenti Shigematsu, Fujita, Mōri e Shirane erano tornate indietro dall'inseguimento dei pochi superstiti aerosiluranti Devastator e si mantenevano a bassa quota, in ordine piuttosto sparpagliato. Improvvisamente le vedette giapponesi sulle navi individuarono, all'ultimo momento in alta quota, nuovi aerei americani in rapida picchiata sulla flotta di portaerei.

### Gli attacchi decisivi e la distruzione di tre portaerei giapponesi
(Ufficiale giapponese a bordo della Akagi durante l'attacco dei bombardieri americani)
Le squadriglie dei bombardieri in picchiata Dauntless VB6 e VB8, partiti dalla Task force 16, avevano seguito la rotta stabilita in direzione sud-ovest verso il punto previsto delle portaerei giapponesi ma, non avendo trovato nulla, si erano divisi: gli apparecchi della Hornet, assieme ai dieci Wildcat poi precipitati per mancanza di carburante, erano tornati indietro; al contrario il VB6 della Enterprise girò a nord-ovest ed ebbe la fortuna di individuare il cacciatorpediniere giapponese Arashi, che era rimasto in coda alla flotta del viceammiraglio Nagumo per attaccare il sommergibile USS Nautilus, autore di un fallito attacco alle corazzate Kongo e Hiei. Il comandante, capitano di corvetta McClusky, seguì prudentemente a 6 300 metri di quota la nave e alle ore 10:00 giunse in vista della flotta giapponese, in quel momento impegnata a respingere l'ultimo attacco degli aerosiluranti del VT3. Al contempo, per un caso fortuito, anche gli apparecchi del VB3 dipendenti dalla Yorktown erano arrivati sopra la squadra nipponica provenendo da nord.
Le due formazioni ebbero il tempo di posizionarsi accuratamente a 4 000 metri di quota non visti né dai caccia giapponesi, impegnati nel furioso combattimento a bassa quota contro gli aerei statunitensi del VT3 e del VF3, né dalle vedette sulle navi, sempre concentrate nella ricerca dei temuti aerosiluranti. La mancanza di sistemi radar a bordo delle navi giapponesi non permise un'agevole localizzazione a distanza che avrebbe facilitato l'organizzazione di un efficace schermo difensivo.
Alle 10:25 i comandanti McClusky e Leslie si lanciarono in picchiata veloce, praticamente indisturbati perché la contraerea giapponese era intervenuta in grave ritardo per difetto di individuazione, sferrarono il loro micidiale attacco puntando sulle portaerei Akagi, Kaga e Soryu. La Hiryu, più lontana e coperta in parte da nubi, non fu presa di mira. I piloti americani mostrarono grande coraggio e abilità, colpendo ripetutamente i ponti delle portaerei, ricolmi di velivoli armati e riforniti di carburante pronti al decollo, con effetti catastrofici. La presenza di ordigni nelle rimesse non corazzate amplificò enormemente gli effetti delle bombe dei Dauntless. Il VB6 di McClusky attaccò la Kaga e l'Akagi tra le 10:26 e le 10:28: la prima portaerei fu raggiunta da tre bombe da 500 e una da 1000 libbre (rispettivamente 230 e 450 chili) che provocarono una terribile esplosione sul ponte di volo; gli incendi si estesero rapidamente innescando altre esplosioni delle bombe e dei serbatoi degli aerei pronti al decollo. La Kaga divenne rapidamente preda di un incendio incontrollabile. Nello stesso momento anche l'ammiraglia Akagi, con a bordo Nagumo, si trovò in una situazione disperata: due bombe lanciate da Dauntless della Enterprise provocarono scoppi tremendi e incendiarono i velivoli armati e pronti al decollo che affollavano il ponte di volo, tanto che in breve tempo infuriò un gigantesco incendio. Il comandante capitano di vascello Aoki invitò Nagumo ad abbandonare la nave e questi, molto scosso per il subitaneo rovescio subito, si trasferì alle ore 10:46 sull'incrociatore leggero Nagara.

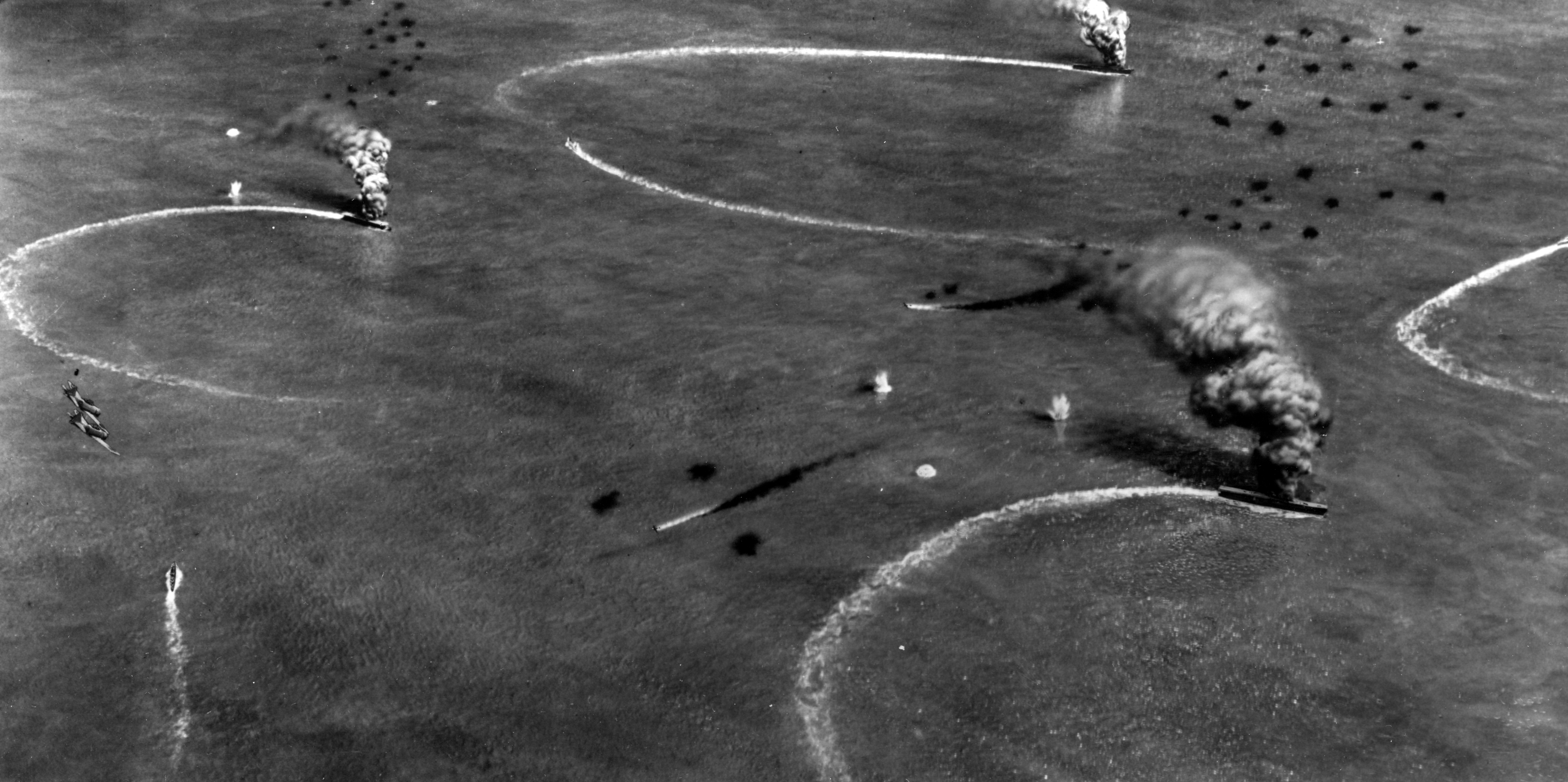
Diorama di Norman Bel Geddes: le portaerei Kaga, Soryu e Akagi in fiamme

La portaerei Soryu era stata colpita ancor prima delle altre due navi giapponesi dai bombardieri in picchiata della squadriglia VB3, guidata dal capitano di corvetta Leslie. Dei diciassette Dauntless a sua disposizione quattro, compreso il proprio velivolo, avevano perso l'armamento durante il volo, a causa di difetti tecnici dei nuovi dispositivi di sganciamento. Ciononostante gli uomini del Bombing Squadron 3 si lanciarono risolutamente all'attacco e centrarono la nave con tre bombe, che perforarono il ponte di volo non corazzato ed esplosero nelle rimesse: qui le manichette del carburante, non riposte per mancanza di tempo, innescarono un altro furioso incendio che si estese all'intera unità. All'epoca tutte le portaerei giapponesi e statunitensi erano prive di ponti blindati, introdotti di recente solo con la nuova generazione di portaerei britanniche.

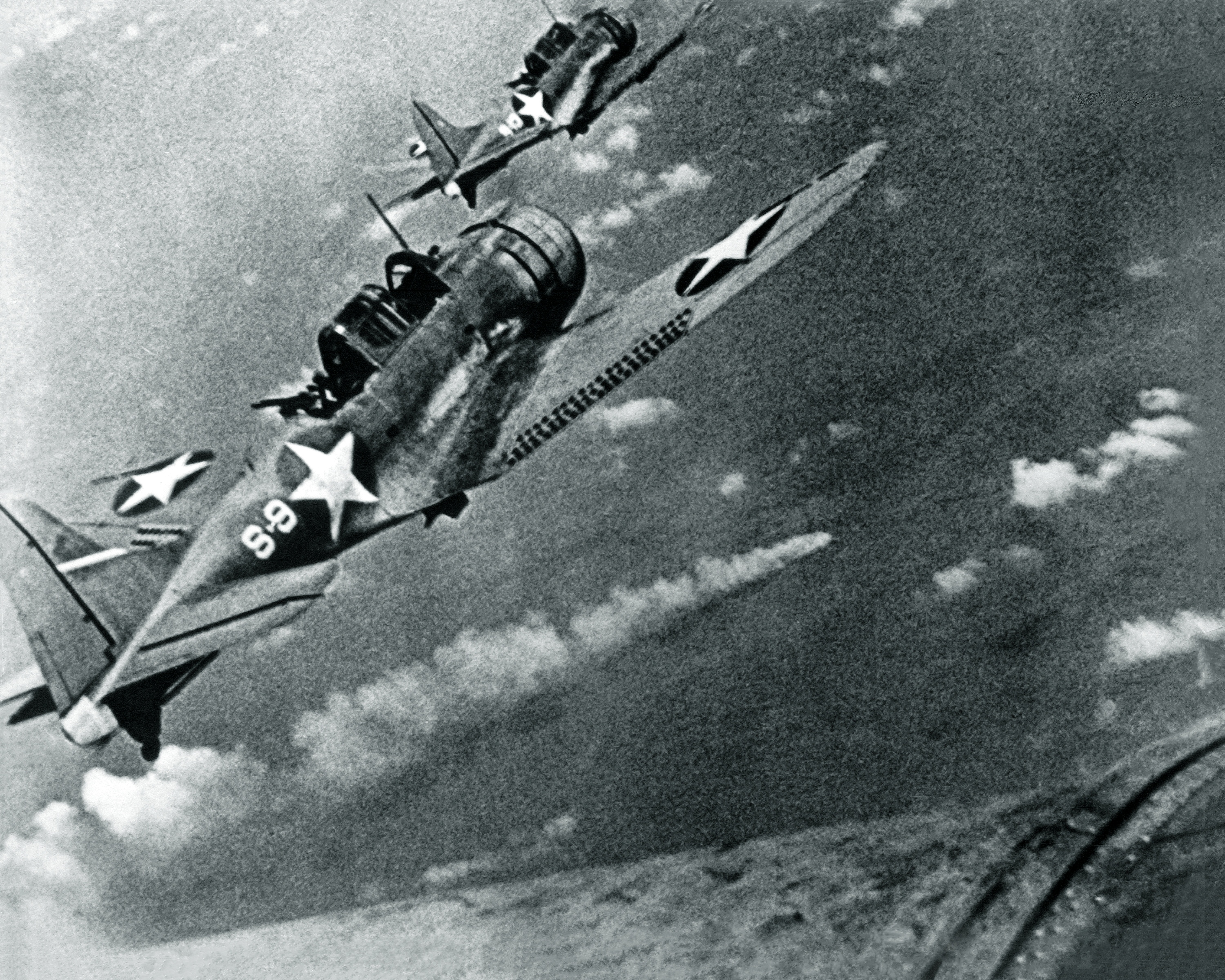
I bombardieri in picchiata Dauntless furono i protagonisti del successo americano contro le portaerei giapponesi

Nello spazio di tre minuti gli equipaggi dei Dauntless, sfruttando l'elemento sorpresa, avevano assestato un colpo decisivo alla flotta mobile del viceammiraglio Nagumo e incendiato in modo irreversibile tre grandi portaerei. McClusky e Leslie, dopo aver constatato i risultati raggiunti, presero subito la via del ritorno inseguiti da gruppi di caccia Zero che, accortisi della mortale minaccia, tentavano disperatamente e tardivamente di contrastare gli incursori: si scatenò un nuovo scontro aereo e due aerei della squadriglia VB3, così come qualche altro del VB6, furono abbattuti, ma anche vari caccia giapponesi vennero colpiti. Inoltre, con tre portaerei incendiate, i velivoli giapponesi dovettero cercare di appontare tutti sulla Hiryu e quattro finirono in mare dopo l'esaurimento del carburante. In totale tra le 10:00 e le 10:45, nel corso degli scontri con i gruppi imbarcati statunitensi VT3, VB3 e VB6, quattordici dei quarantuno Zero di pattuglia risultarono perduti, o perché distrutti in volo o perché caduti in mare con i serbatoi vuoti.
Anche i piloti statunitensi conobbero difficoltà nel penoso rientro. I bombardieri della Task force 16 (VB3 e VB8) non riuscirono a ritrovare le proprie portaerei e due Dauntless della Hornet, e almeno sei della Enterprise, dovettero ammarare dopo aver terminato il carburante. Gli apparecchi della Task force 17 ebbero al contrario meno problemi nel ricongiugnersi alla Yorktown. Il bilancio finale della dura battaglia era decisamente favorevole agli aviatori delle portaerei americane, perché tre grandi portaerei nemiche erano state ripetutamente colpite e incendiate; tutti i loro aerei a bordo erano distrutti e centinaia di marinai e piloti addestrati erano morti. Tuttavia le perdite subite per ottenere questi risultati erano state senza dubbio pesanti, mancando al termine dei rientri sessantanove aerei. Nel dettaglio, la Enterprise perse quattordici SBD Dauntless (almeno sei-otto finiti in mare), dieci TBD Devastator e un F4F Wildcat ammarato; la Hornet perse tutti e quindici i Devastator, due Dauntless e dieci Wildcat ammarati; la Yorktown accusò infine la perdita di dieci Devastator, due Dauntless e tre Wildcat. A questo punto cruciale della battaglia le forze navali giapponesi erano in condizioni nettamente peggiori: in inferiorità numerica, con una sola portaerei ancora efficiente, Nagumo aveva perso il controllo della situazione. Inoltre l'ammiraglio Yamamoto, avvertito con una serie di messaggi della situazione, era troppo lontano con la sua squadra da battaglia, per poter intervenire in tempo utile e influire su quanto stava accadendo.

### Affondamento dellaHiryue dellaYorktown

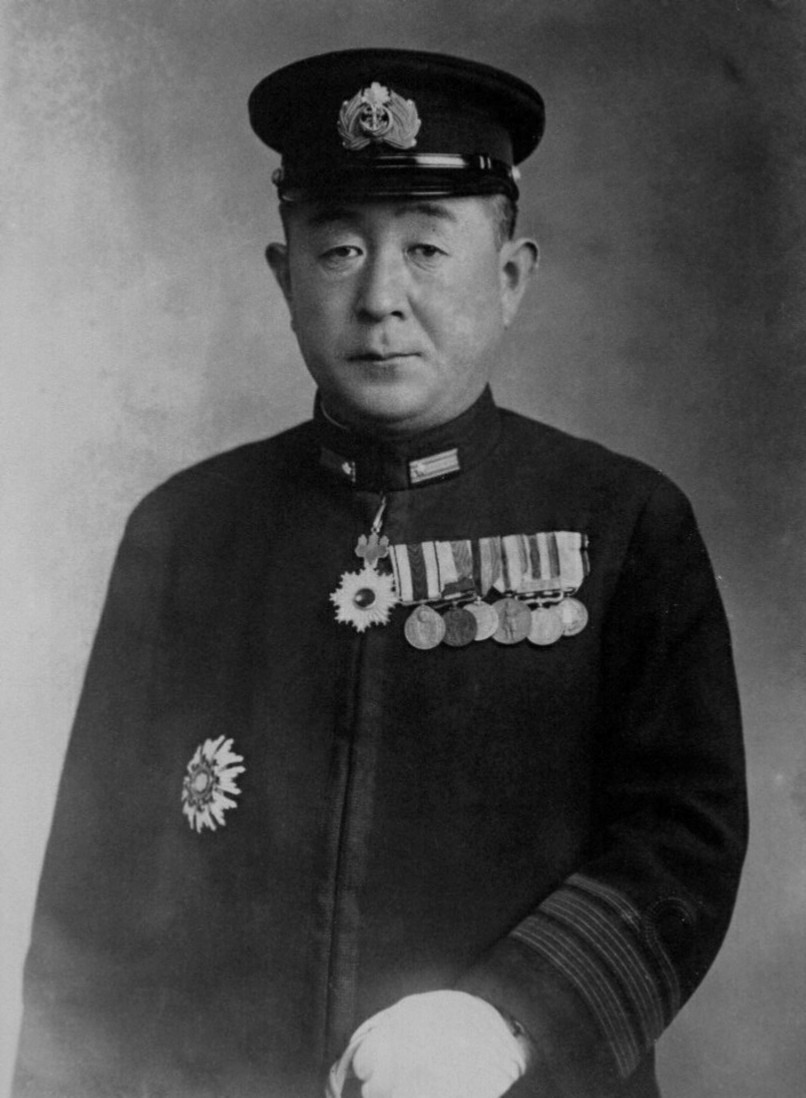
Il contrammiraglio Tamon Yamaguchi, comandante della 2ª Divisione portaerei

Il contrammiraglio Tamon Yamaguchi, comandante della 2ª Divisione portaerei e imbarcato sulla Hiryu, aveva assistito senza poter intervenire alla devastazione delle altre portaerei, ormai in preda alle fiamme che rendevano disperate le frenetiche, scoordinate operazioni di salvataggio. La situazione era precipitata e della potente 1ª Flotta aerea era rimasta operativa solo la sua nave, sulla quale convergevano i caccia Zero superstiti ancora in volo.
Non scoraggiato e deciso a contrattaccare, già alle 10:40 Yamaguchi fece partire una prima formazione per individuare e attaccare la flotta americana. Al comando del tenente di vascello Michio Kobayashi presero il volo diciotto bombardieri in picchiata Val e sei caccia Zero di scorta, questi guidati dal tenente Shigematsu. Nonostante le notizie sulla posizione della squadra navale americana fossero ancora le stesse fornite all'inizio della mattinata dall'idrovolante del Tone, Kobayashi riuscì ad agganciare, non visto, un gruppo di velivoli statunitensi in ripiegamento verso le loro basi galleggianti: seguendolo giunse in vista delle navi della Task force 17. Comunque la disponibilità a bordo della Yorktown di apparati radar concesse al contrammiraglio Fletcher, fin dalle ore 11:59, di individuare gli aerei giapponesi in avvicinamento e di organizzare una forte copertura di caccia F4F Wildcat (più di venti aerei del VF3, rinforzati da alcuni caccia inviati dalla Enterprise e dalla Hornet), oltre ad allertare per tempo la contraerea.
La squadriglia di Kobayashi attaccò con grande slancio ma fu intercettata dai Wildcat che, in cooperazione con l'artiglieria navale, inflissero pesanti perdite ai giapponesi; nello scontro furibondo tredici Val e tre Zero furono abbattuti a fronte di due soli Wildcat distrutti, e lo stesso tenente Kobayashi rimase ucciso. Comunque i suoi uomini riuscirono ugualmente a mettere a segno tre bombe sulla Yorktown, provocando danni di rilievo e una grossa esplosione che, attraverso il fumaiolo, raggiunse le sale macchine della portaerei: gli incendi furono tali che le turbine dovettero essere fermate e la Yorktown si immobilizzò. Alle ore 12:45 Fletcher fu costretto ad abbandonare la nave e a trasferirsi sull'incrociatore pesante Astoria, mentre dava disposizioni all'incrociatore pesante Portland di prendere a rimorchio la Yorktown in avaria.

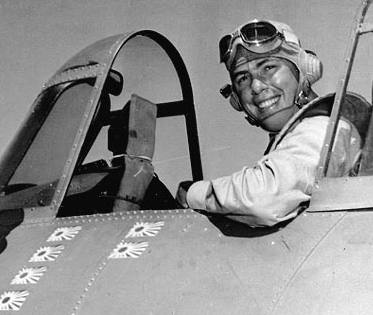
Il tenente di vascello Elbert Scott McCuskey, asso del VF3 (portaerei Yorktown), durante la battaglia delle Midway aggiunse alla sua prima vittoria altri cinque abbattimenti

Nello stesso momento il contrammiraglio Yamaguchi apprese finalmente informazioni aggiornate sulla flotta statunitense da un bombardiere in picchiata Yokosuka D4Y, apparecchio in fase di studio e che era stato lanciato in precedenza dalla portaerei Soryu. L'aereo appontò sulla Hiryu e il pilota comunicò a voce l'avvenuta individuazione di ben tre portaerei americane: un guasto alla radio di bordo sembra sia stata la causa del ritardo nella comunicazione di una così importante notizia. Sempre risoluto e senza attendere il ritorno dei resti della prima ondata, ammontanti ad appena tre Zero e cinque Val, Yamaguchi fece partire alle ore 12:45 una nuova formazione aerea guidata dal tenente Tomonaga, reduce dall'unico bombardamento aereo dell'atollo Midway; egli poté contare solo su dieci aerosiluranti Kate e sei Zero di scorta, agli ordini del tenente Mōri. Alle 14:20 il radar della Yorktown identificò i nuovi aerei nemici in arrivo ma la portaerei era nuovamente pronta perché aveva già sanato parte delle avarie, dalle 13:40 le squadre antincendio erano riuscite a spegnere le fiamme e si erano potute riavviare le macchine, ottenendo una velocità di 20 nodi. Una decina di Wildcat, alla cui testa si posero il capitano Thach e il tenente di vascello Elbert Scott McCuskey, decollarono rapidamente per intercettare il nemico e furono seguiti da qualche altro caccia della Enterprise; intanto Spruance aveva distaccato gli incrociatori pesanti Pensacola e Vincennes per accrescere lo schermo della difesa contraerea. Tomonaga attaccò a partire dalle 14:26, dividendo i suoi aerei in piccoli gruppi per farli avvicinare dai due lati della portaerei; quattro Kate riuscirono a lanciare i siluri e due colpirono sul lato di babordo la Yorktown alle 14:42. Le nuove esplosioni scatenarono altri incendi a bordo e provocarono un primo sbandamento di oltre 20 gradi; la Yorktown si immobilizzò di nuovo e, alle 15:00, il comandante capitano di vascello Buckmeister diede l'ordine di abbandonare la nave. L'assalto nipponico era riuscito positivamente e aveva causato la distruzione di ulteriori tre Wildcat, ma era costato altre dure perdite: solo tre Zero e cinque aerosiluranti tornarono alla Hiryu e, tra i superstiti, non figurarono né il tenente Mōri, né il comandante Tomonaga vittima dei caccia statunitensi; quest'ultimo, anzi, era partito con i serbatoi danneggiati e quindi privo di carburante sufficiente per il volo di ritorno.

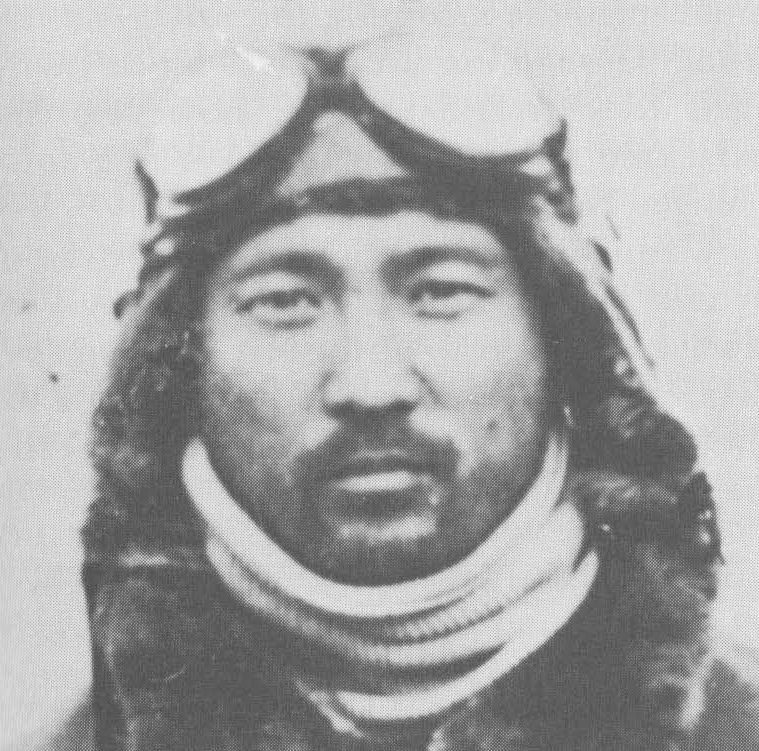
Il tenente di vascello Akira Yamamoto, asso degli Zero imbarcato sulla Kaga, partecipò agli attacchi contro la Yorktown e rivendicò sette vittorie durante la battaglia

Il contrammiraglio Yamaguchi ritenne a questo punto, sulla base dei rapporti degli aviatori superstiti, di aver messo fuori combattimento due portaerei americane e quindi di dover affrontare ancora una sola portaerei nemica. In realtà l'efficace lavoro delle squadre di riparazione e a bordo della Yorktown avevano confuso gli aviatori giapponesi, che non si erano accorti di aver bersagliato per due volte sempre la stessa nave. A bordo della Enterprise, intanto, il contrammiraglio Spruance aveva organizzato un nuovo attacco per distruggere anche l'ultima portaerei giapponese: alle ore 14:45 un ricognitore SBD Dauntless dello stormo VS3 (Scouting Squadron 3), inviato in precedenza dalla Yorktown, aveva individuato infatti i resti della flotta nemica e la portaerei Hiryu ancora intatta. Alle 15:30 quindi decollarono ventiquattro bombardieri in picchiata SBD Dauntless dalla Enterprise, appartenenti al VS6 e VB6 e al comando del tenente di vascello W. Earl Gallaher; alle 16:03 seguirono altri sedici SBD della Hornet, parte del VS8 e VB8 e posti alla guida del tenente di vascello Fred L. Bates. In nessuno dei due casi fu aggiunta una copertura di caccia perché i Wildcat furono mantenuti di protezione sopra la flotta americana.
Sulla Hiryu, dopo l'ultimo attacco, erano ormai disponibili solo pochissimi aerei – cinque Val, quattro Kate e una decina di Zero. Eppure il determinato contrammiraglio Yamaguchi comunicò all'ammiraglio Yamamoto la propria volontà di continuare a battersi e, subito dopo, si dedicò ad approntare una terza squadra d'attacco sul ponte di volo per eliminare quella che riteneva essere l'ultima portaerei statunitense. All'improvviso, alle ore 17:03, giunsero i Dauntless della Enterprise: i piloti americani, con il morale altissimo dopo i precedenti successi, penetrarono il debole schermo dei caccia giapponesi rimasti al costo di solo tre SBD e, cogliendo di sorpresa la contraerea della Hiryu, misero a segno tre bombe. Il ponte fu squarciato in più punti e si scatenarono grandi incendi che avvolsero subito tutta la portaerei. Dopo questo successo i bombardieri della Enterprise fecero rapidamente ritorno alla propria unità. Poco dopo, e cioè alle 17:30, i velivoli delle squadriglie VB8 e VS8 della Hornet attaccarono senza successo le corazzate e gli incrociatori della flotta del viceammiraglio Nagumo e, già alle 17:45, sospesero questa infruttuosa azione. Infine alle ore 18:00 due formazioni di bombardieri B-17, provenienti da Midway e dalla lontana isola di Molokai, attaccarono da alta quota senza ottenere alcun risultato concreto.
Nel frattempo era arrivata la fine delle altre portaerei giapponesi. La prima a colare a picco fu la Soryu, da molte ore ridotta a relitto in fiamme, dopo un'ultima devastante esplosione: il comandante Yanagimoto e 718 uomini d'equipaggio perirono insieme alla portaerei. Alle 19:25, dopo due grosse esplosioni, affondò anche la Kaga, già abbandonata dalle ore 16:10 dai marinai superstiti; essa però trascinò con sé il capitano di vascello e comandante Okada e 800 uomini dell'equipaggio. Durante la sera pure la situazione della portaerei Hiryu si fece disperata e dalle 21:30 l'inclinazione della nave divenne incontrollabile; alle 02:30 i circa 800 sopravvissuti abbandonarono il relitto e i cacciatorpediniere Kazagumo e Yugumo ebbero ordine di mandare a fondo la portaerei ormai condannata. Ciononostante la Hiryu sopravvisse varie ore ai siluri da 610 mm con cui era stata bersagliata e sprofondò solo alle 08:20 del 5 giugno. Con essa rimasero i corpi di 416 uomini di equipaggio e lo stesso contrammiraglio Yamaguchi che, secondo le antiche tradizioni marinare, decise di rimanere a bordo e perire insieme alla sua nave.

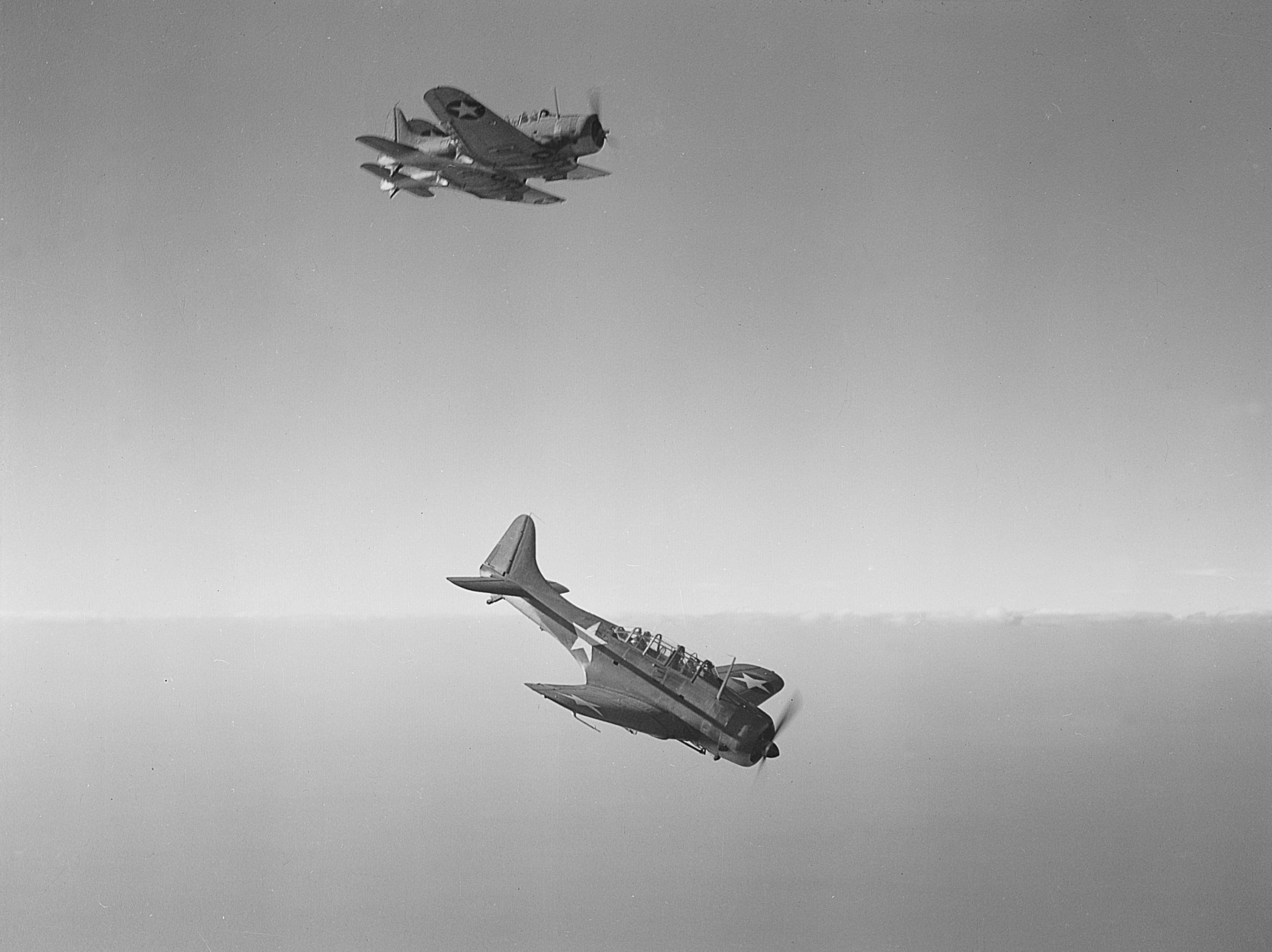
I bombardieri in picchiata Dauntless incendiarono anche l'ultima portaerei giapponese

La nave ammiraglia Akagi era colata a picco alle 04:55 dello stesso giorno, dopo aver ricevuto il colpo di grazia da altri quattro cacciatorpediniere giapponesi: il viceammiraglio Nagumo aveva ottenuto l'autorizzazione all'affondamento direttamente da Yamamoto che, in un primo tempo, aveva sperato di poter salvare la nave con l'intervento delle sue corazzate, e quindi di poterla rimorchiare e riportare alla base atollina di Truk. Sulla Akagi si contarono 263 marinai nipponici uccisi.
Il 7 giugno anche la Yorktown terminò la sua breve e intensa carriera operativa. Dal pomeriggio del 4 giugno la portaerei, che in totale aveva incassato tre bombe e due siluri, era stata evacuata dall'equipaggio e lasciata immobile; era stata poi presa a rimorchio dal dragamine Vireo e lentamente trainata verso est, circondata da uno schermo di sette cacciatorpediniere. Il contrammiraglio Fletcher contava ancora di salvare la portaerei ma, alle ore 13:31 del 6 giugno, due siluri colpirono subitaneamente la grande nave a dritta; un terzo siluro mancò lo scafo e proseguì nella sua corsa fino a impattare il cacciatorpediniere USS Hammann, che saltò in aria e affondò in pochi minuti. Questo nuovo attacco era stato eseguito dal sommergibile giapponese I-168 che, su ordine diretto dell'ammiraglio Yamamoto, aveva raggiunto fin dalla notte del 5 giugno la costa dell'isola orientale di Midway e aveva bombardato l'aeroporto: il sommergibile aveva fatto parte del gruppo di battelli predisposto troppo in ritardo per intercettare a est delle Midway i movimenti della Flotta del Pacifico statunitense. Conclusa questa missione, lo I-168 aveva scovato per caso la Yorktown in difficoltà alle 06:13 del 6 giugno e, dopo un paziente inseguimento, era stato capace di penetrare lo schermo dei cacciatorpediniere. Lanciò nel complesso quattro siluri e riuscì abilmente a sfuggire al violento contrattacco delle unità americane di vigilanza. Le nuove esplosioni compromisero definitivamente la situazione della portaerei che, nella notte, cominciò lentamente ad affondare per poi capovolgersi e affondare alle ore 06:00 del 7 giugno.

### Ultimi scontri e ritirata giapponese

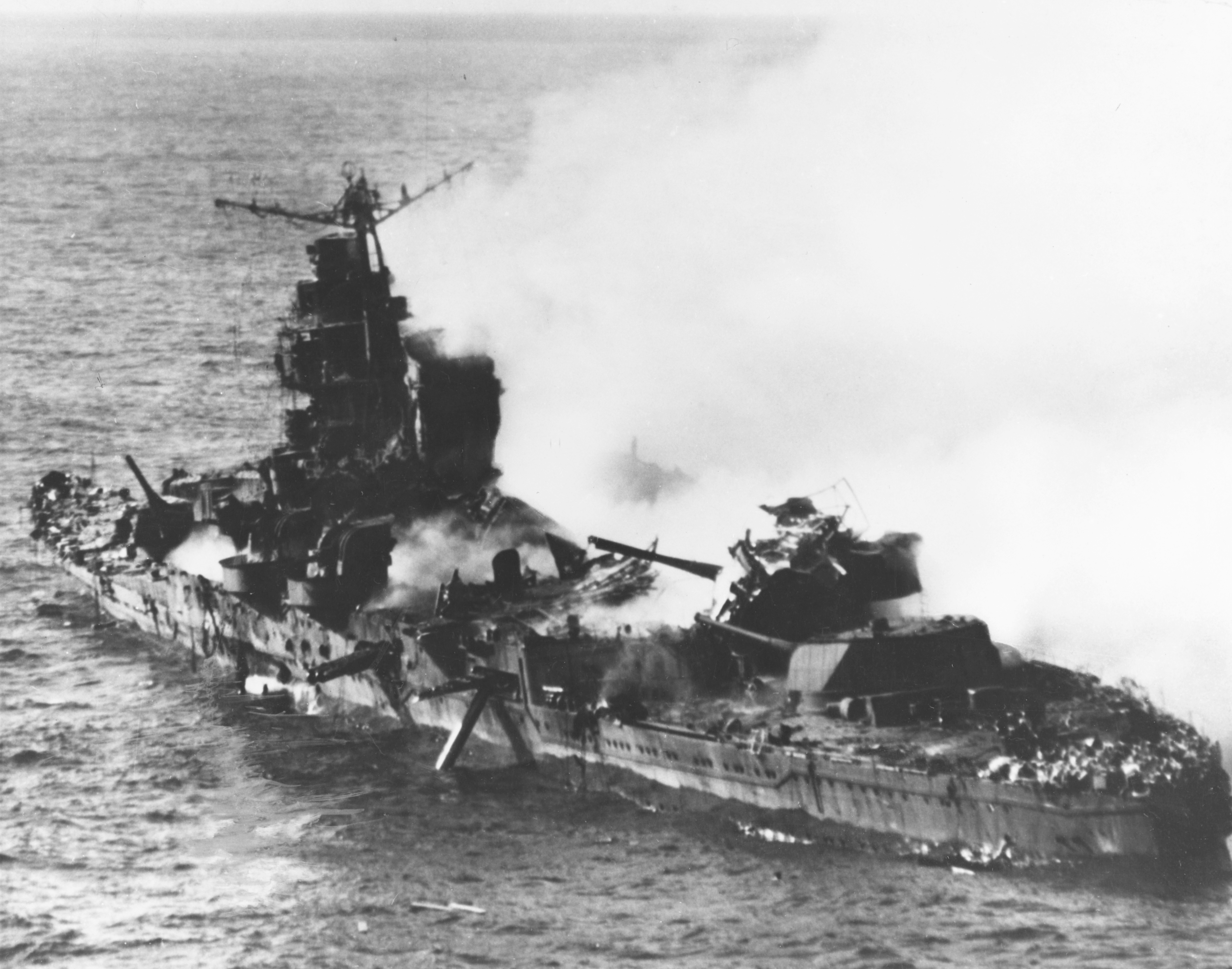
L'incrociatore pesante Mikuma il 6 giugno 1942, pesantemente danneggiato dagli attacchi aerei americani

Le catastrofiche notizie provenienti dal viceammiraglio Nagumo, con la conferma della perdita prima di tre e poi anche di una quarta portaerei, provocarono grande costernazione tra gli ufficiali di Yamamoto a bordo della Yamato, ma in un primo momento l'ammiraglio non perse tutte le speranze e progettò di riunire le tre portaerei leggere Zuiho, Ryujo e Junyo e cercare di contrattaccare; fu anche abbozzato un piano di battaglia notturna. Yamamoto prese anche altre decisioni: nel pomeriggio affidò la menomata 1ª Flotta aerea dello sconfortato Nagumo al viceammiraglio Kondō (il comandante in capo della 2ª Flotta) e poi, alle 19:15 sempre del 4 giugno, gli ingiunse di dirigere verso le Midway e procedere al bombardamento notturno con la 7ª Divisione di incrociatori pesanti del contrammiraglio Takeo Kurita. Le quattro navi, accompagnate dall'8ª Divisione cacciatorpediniere composta dallo Arashio e dallo Asashio, partirono a grande velocità ma nel corso della navigazione divenne chiaro che sarebbero state in posizione solo in procinto dell'alba, alla mercé dunque della pericolosa aviazione statunitense. Alle ore 00:15 del 5 giugno, pertanto, Yamamoto inviò un sofferto contrordine: ormai cosciente della gravità delle perdite subite, della superiorità aerea acquisita dagli americani e del rischio di perdere altre unità, Yamamoto prese la decisione (dopo accanita discussione tra gli ufficiali del suo stato maggiore) di abbandonare ogni ulteriore operazione a Midway e ripiegare verso ovest con tutte le sue forze. La divisione di incrociatori, arrivata a circa 90 miglia nautiche dalle isole, invertì la rotta alle 00:20 per ricongiungersi al resto delle forze di Kondō; ma durante il ripiegamento incapparono nel sommergibile USS Tambor e nella generale concitazione della manovra di disimpegno il Mogami collise con il Mikuma. Gravemente danneggiati, i due incrociatori furono lasciati indietro accompagnati dai cacciatorpediniere. Nello stesso pomeriggio del 4 giugno i contrammiragli Fletcher e Spruance, dopo l'affondamento anche della quarta portaerei giapponese, avevano opportunamente ripiegato verso est per evitare un pericoloso scontro notturno con le molto più potenti navi di linea nemiche; alla notizia della ritirata generale delle squadre navali nipponiche, Spruance decise di muovere nuovamente verso ovest con la Enterprise e la Hornet, fidando nella superiorità aerea americana. Nel frattempo il sommergibile Tambor aveva comunicato le manovre delle navi giapponesi e aveva riferito sul danneggiamento dei due incrociatori pesanti, che procedevano a rilento con gravi avarie.

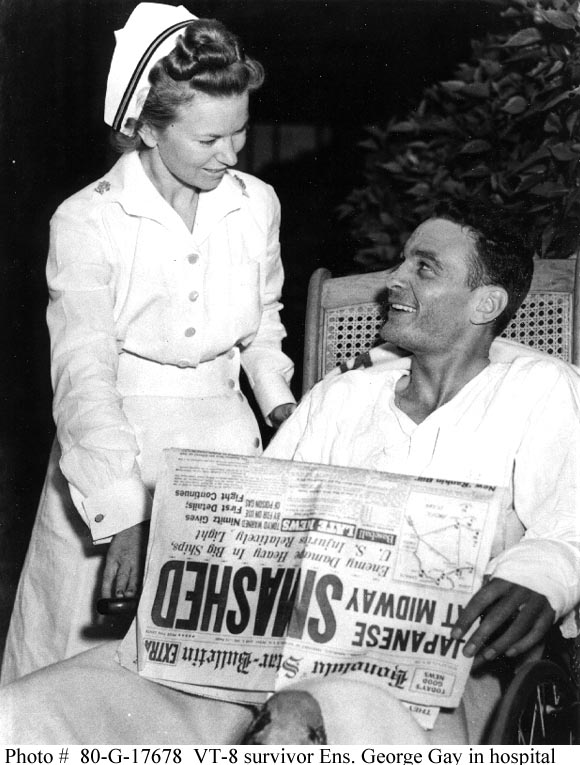
Il pilota George H. Gay, unico sopravvissuto della squadriglia VT8 di aerosiluranti della Hornet, legge durante il ricovero una copia dello Honolulu Star-Bulletin: il titolo recita "I giapponesi sbaragliati a Midway!"

Alle ore 04:30 del 5 giugno l'aviazione basata alle Midway sferrò un primo attacco contro i due incrociatori con dodici B-17 e sei bombardieri, ma senza successo; alle ore 15:00 Spruance fece decollare un totale di cinquantotto Dauntless della Enterprise e della Hornet, ma gli aerei individuarono e attaccarono (senza risultato) solo il cacciatorpediniere Tanikaze. Maggior successo ebbe un secondo attacco aereo sferrato a partire ore 06:00 del 6 giugno: tre successive ondate di SBD Dauntless (nel complesso ottantuno bombardieri) individuarono gli incrociatori in difficoltà e misero a segno numerose bombe; il Mogami fu devastato da cinque bombe, ma riuscì ugualmente a proseguire e a raggiungere (con la prua completamente distrutta) la base di Truk. Il Mikuma, completamente distrutto, dovette essere abbandonato dall'equipaggio alle ore 14:45 e finì per affondare nella notte. Dopo questo nuovo successo Spruance decise di tornare nuovamente indietro verso est, per non allontanarsi troppo da Midway e non rischiare sorprese dall'ancora potente flotta imperiale. Con quest'ultimo scontro, e con l'affondamento della Yorktown il 7 giugno, si concluse quindi la grande battaglia che segnò una svolta totale della situazione strategica nel Pacifico e vanificò le speranze giapponesi di allontanare nel tempo la prospettiva di una controffensiva statunitense.
Erano passati sei mesi dall'attacco su Pearl Harbor. L'ammiraglio Yamamoto aveva predetto ai suoi superiori che l'Impero giapponese avrebbe conservato l'iniziativa della guerra nel Pacifico solo da sei mesi a un anno dalla data di tale evento, dopodiché le risorse americane avrebbero cominciato a superare quelle nipponiche.
 L'esito della battaglia dava ragione a Yamamoto.

### Le azioni secondarie nelle Aleutine
In contemporanea al combattimento tra le portaerei a nord-ovest di Midway, si erano sviluppate le operazioni nel settore delle isole Aleutine. Già la mattina del 3 giugno il viceammiraglio Hosogaya aveva lanciato ventitré bombardieri Val e dodici Zero sulle basi americane di Dutch Harbor, ma avevano raccolto successi molto limitati a causa delle proibitive condizioni atmosferiche e, anche, per la modesta consistenza numerica; una seconda incursione eseguita il 4 giugno fu nuovamente ostacolata dal clima e arrecò danni contenuti rispetto alla molteplicità di obiettivi. Non avendo neppure sospettato la presenza delle forze navali statunitensi in zona, riunite nella modesta Task force 8, Hosogaya procedette il 7 e 8 giugno a far sbarcare i reparti di fanteria sulle più occidentali delle Aleutine, vale a dire le indifese Kiska e Attu; rinunciò invece, dopo essere stato messo al corrente della catastrofe alle Midway, a realizzare i piani diretti contro le più importanti isole orientali di Adak e Atka. In questo modo l'intera 5ª Flotta giapponese era stata malamente impegnata contro obiettivi secondari, privando del proprio concorso le forze impegnate nella battaglia principale.

## Bilancio finale e cause della sconfitta giapponese

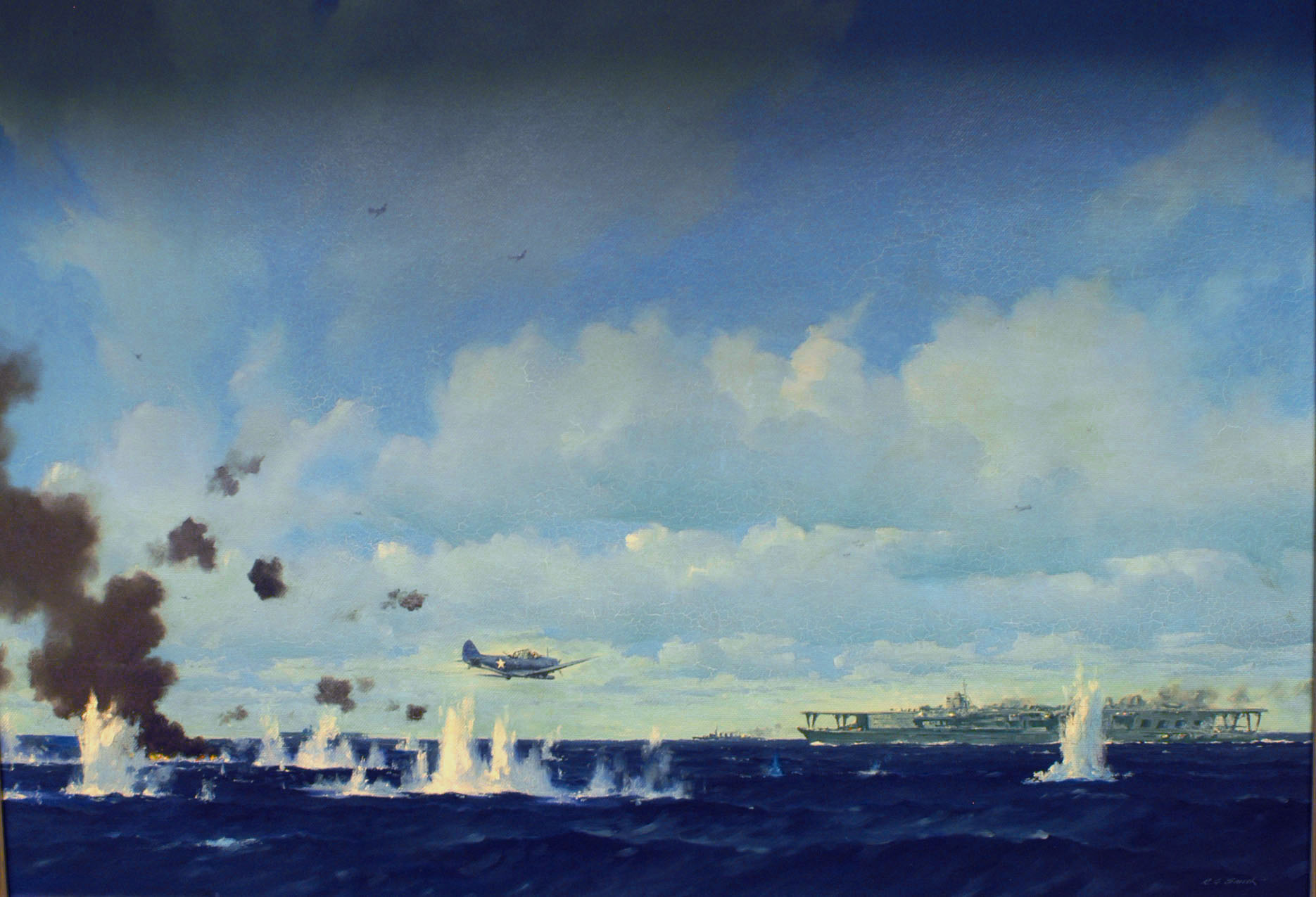
Dipinto dedicato alla battaglia delle Midway: un aerosilurante TBD Devastator attacca una portaerei giapponese

Per la Marina imperiale nipponica la battaglia delle Midway terminava quindi disastrosamente, con il completo fallimento dell'ambizioso piano dell'ammiraglio Yamamoto e soprattutto con la grave perdita di quattro grandi portaerei di squadra (orgoglio del Giappone), di un moderno incrociatore pesante e di centinaia di marinai e aviatori esperti e addestrati. Tra le perdite materiali si contarono, inoltre, più di 300 velivoli, tra cui tutti quelli presenti sulle portaerei affondate e altri trentatré caccia stivati nei loro depositi, in vista di un loro impiego a Midway dopo la prevista occupazione delle isole.
Le perdite americane furono comunque pesanti: interi gruppi aerei furono distrutti durante gli accaniti scontri con gli agguerriti piloti giapponesi; in totale erano stati persi 147 velivoli, di cui almeno ottanta appartenenti alle portaerei (diciannove F4F Wildcat, ventiquattro SBD Dauntless, trentasette TBD Devastator); inoltre la Yorktown era stata fatta colare a picco e, siccome in maggio era affondata anche la Lexington, alla Flotta del Pacifico rimasero solo tre portaerei ancora operative. Tuttavia era stata ottenuta una clamorosa vittoria che, dopo le sconfitte dei primi sei mesi di guerra, mutava completamente il quadro strategico generale nel Pacifico. La battaglia delle Midway fu dunque una delle battaglie decisive dell'intera seconda guerra mondiale: in un colpo solo gli americani inflissero una schiacciante e imprevista sconfitta all'apparentemente imbattibile flotta aeronavale giapponese; vendicarono Pearl Harbor, affondando quattro delle portaerei che avevano partecipato all'attacco; bloccarono le possibili nuove offensive nemiche e, ancor prima dell'entrata in linea delle nuove navi in costruzione negli Stati Uniti, riconquistarono l'iniziativa strategica nel teatro del Pacifico.
Sui motivi di questa insperata vittoria statunitense, di fronte a un nemico molto più numeroso, più esperto ed esaltato dalle continue vittorie, il dibattito storiografico è rimasto acceso per anni. Attualmente la storiografia, per interpretare gli eventi della battaglia, punta l'attenzione sui seguenti aspetti strategico-operativi:
- il piano dell'ammiraglio Yamamoto era troppo complesso e prevedeva un numero esagerato di manovre diversive con conseguente dissipazione delle forze e perdita della superiorità numerica[154][155].
- la flotta giapponese era stata articolata in gruppi separati troppo distanziati tra loro che, quindi, non poterono darsi reciproco appoggio; nel momento decisivo il viceammiraglio Nagumo si trovò solo con la sua flotta di portaerei, all'oscuro della posizione del nemico e privo di sostegno da parte delle altre squadre[154][155][156].
- le numerose portaerei furono distribuite in modo non razionale: alcune portaerei leggere inviate alle Aleutine avrebbero potuto essere più utilmente impiegate accanto alla squadra di Nagumo per rafforzare il suo potenziale aeronavale (che alla fine risultò inferiore numericamente a quello americano, rinforzato dall'aviazione di Midway)[154][155][156][157].
- la mancanza di solide comunicazioni radio e l'eccessiva attenzione accordata nel mantenimento del silenzio radio impedirono una tempestiva comunicazione delle informazioni, con la conseguenza che Nagumo affrontò la battaglia in modo imprevisto e in anticipo rispetto al minuzioso piano originale[154][155].
- l'impiego del radar da parte della Marina americana fu di notevole aiuto per la precoce individuazione delle forze aeree nemiche e per organizzare una difesa aerea tempestiva ed efficace, che inflisse pesanti perdite alle ondate di attacco giapponesi contro la portaerei Yorktown (sebbene in ultimo eliminata)[156][157].
- Nagumo mostrò grave indecisione al momento di scegliere tra gli obiettivi e sbagliò ad avvicinarsi alla squadra navale americana, favorendo in questo modo gli attacchi nemici; sarebbe stato opportuno invece allontanarsi, cercando di guadagnare tempo e accertare con sicurezza la consistenza delle forze americane[155][157].
- alcuni eventi sfortunati contribuirono ad aumentare le difficoltà giapponesi: il ritardo della missione del ricognitore del Tone, destinato proprio alla zona dove si trovavano le Task force 16 e 17, e l'avaria della radio di bordo del ricognitore della Soryu, che avrebbe potuto comunicare tempestivamente la presenza di ben tre portaerei nemiche[158].
- l'assenza dell'esperto capitano Mitsuo Fuchida e le precarie condizioni di salute del capitano Minoru Genda privarono Nagumo dei preziosi consigli di due grandi specialisti di guerra aeronavale[112][159].
- la decifrazione dei messaggi segreti giapponesi fu di notevole aiuto agli Stati Uniti e permise all'ammiraglio Nimitz di organizzare un efficace schermo difensivo-offensivo, cogliendo di sorpresa il nemico, ignaro (anche per la mancata ricognizione degli idrovolanti) della posizione della flotta americana[154][155][160].
- per lungo tempo, tra le cause della sconfitta giapponese, si è annoverata anche la scarsa disciplina, l'eccessiva aggressività nonché l'individualismo dei suoi piloti da caccia. Tuttavia è ora evidente che in realtà i piloti del Sol Levante davano grande importanza al gioco di squadra e alle moderne tattiche basate su rapidi attacchi improvvisi seguiti da veloci manovre evasive (hit and run)[161][162]. Gli equipaggi giapponesi, sia dei caccia che dei bombardieri, dimostrarono coraggio, abilità e spirito di sacrificio[163].
- i piloti americani, in complesso meno esperti, combatterono con grande valore, subirono forti perdite senza demoralizzarsi e, nonostante alcuni errori, ottennero risultati straordinari, superiori alle aspettative[157][164][165].
- gli ammiragli Nimitz, Spruance e Fletcher organizzarono ed eseguirono con grande abilità la pericolosa missione contro un nemico molto superiore (almeno sulla carta), sfruttando accortamente le informazioni in loro possesso e utilizzando in modo razionale le loro forze limitate[157][166][167].

Grazie alla clamorosa vittoria delle Midway, gli Stati Uniti poterono quindi stabilizzare la situazione nel Pacifico e procedere alla progressiva entrata in linea delle numerose navi previste dalle leggi di riarmo navale del 1938 (Carl Vinson act) e del 1940 (Two Ocean Navy act): già prima di Pearl Harbor erano in cantiere o in allestimento quindici corazzate, undici portaerei di squadra, cinquantaquattro incrociatori e 191 cacciatorpediniere. Queste forze considerevoli avrebbero assicurato, a partire dal 1943, una schiacciante superiorità aeronavale agli americani e quindi la vittoria finale. Contemporaneamente il successo a Midway permise anche al presidente Roosevelt, ormai rassicurato sul fronte oceanico a ovest, di proseguire con il suo piano di affrontare e sconfiggere prima la Germania nazista in Europa, considerata sempre il nemico più pericoloso (cosiddetto programma Germany First). Per l'Impero giapponese la sconfitta ebbe conseguenze disastrose; le portaerei migliori erano andate perse e oltre 100 insostituibili piloti, esperti e addestrati, erano scomparsi insieme alle navi. I cantieri navali in patria e le scuole di addestramento non avrebbero mai più permesso di colmare le perdite e di riguadagnare la superiorità perduta a Midway. La guerra si sarebbe trasformata in una lotta lunga, coraggiosa, ma senza speranza contro un nemico dotato di una sempre crescente superiorità materiale e tecnica.

## Nella cultura di massa
- La battaglia delle Midway, cortometraggio girato personalmente dal regista John Ford durante l'attacco giapponese alle isole Midway
- 8 dicembre 1941, Tokio ordina: distruggete Pearl Harbor (ハワイ・ミッドウェイ大海空戦 太平洋の嵐), regia di Shūe Matsubayashi (1960)
- La battaglia di Midway (Midway), regia di Jack Smight (1976)
- Midway, regia di Roland Emmerich (2019)
- Midway, traccia musicale dell'album Coat of Arms dei Sabaton